# Biografielijst He

## He
- He Pingping (1988-2010), Chinees kleinste man
- He Zhili (1964), Chinees-Japans tafeltennisster

## Hea

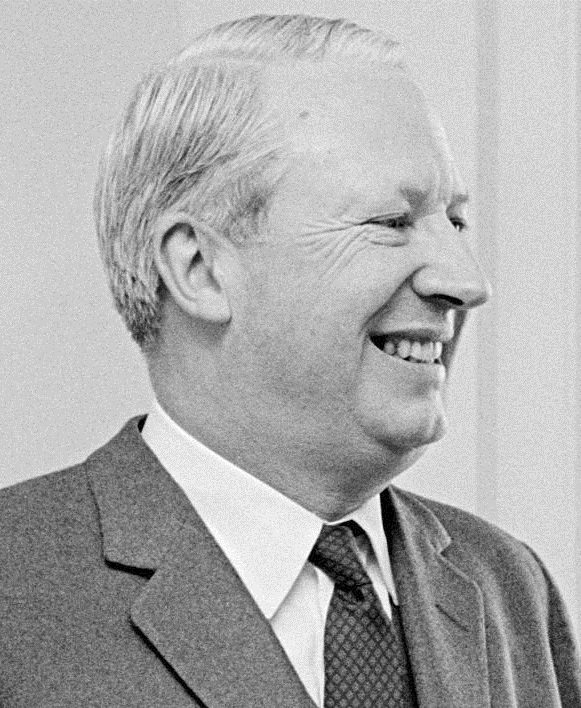
Edward Heath

- Jae Head (1996), Amerikaans acteur
- Jesse Head (1983), Amerikaans acteur
- Glenne Headly (1955), Amerikaans actrice
- David Healy (1979), Noord-Iers voetballer
- Mary Healy (1918-2015), Amerikaans actrice en zangeres
- Seamus Heaney (1939-2013), Iers dichter
- Floyd Heard (1966), Amerikaans atleet
- John Heard (1945), Amerikaans acteur en filmproducent
- George Hearn (1934), Amerikaans acteur
- Patricia Hearst (1954), Amerikaans misdadigster
- John Heartfield (1891-1968), Duits kunstenaar
- Allen Heath (1918-1981), Canadees autocoureur
- Edward Heath (1916-2005), Brits politicus
- Basil Heatley (1933), Brits atleet
- Peter Heatly (1924-2015), Schots schoonspringer

## Heb
- Friedrich Hebbel (1813-1863), Duits toneelschrijver
- Adolphe Hebbelynck (1859-1939), Belgisch priester
- Léonard Hebbelynck (1808-1874), Belgisch uitgever en drukker
- Paul Hebbelynck (1905-2008), Belgisch ingenieur
- Peter Hebblethwaite (1930-1994), Brits theoloog, journalist en schrijver
- Georges Hebdin (1889-1970), Brits-Belgisch voetballer

## Hec

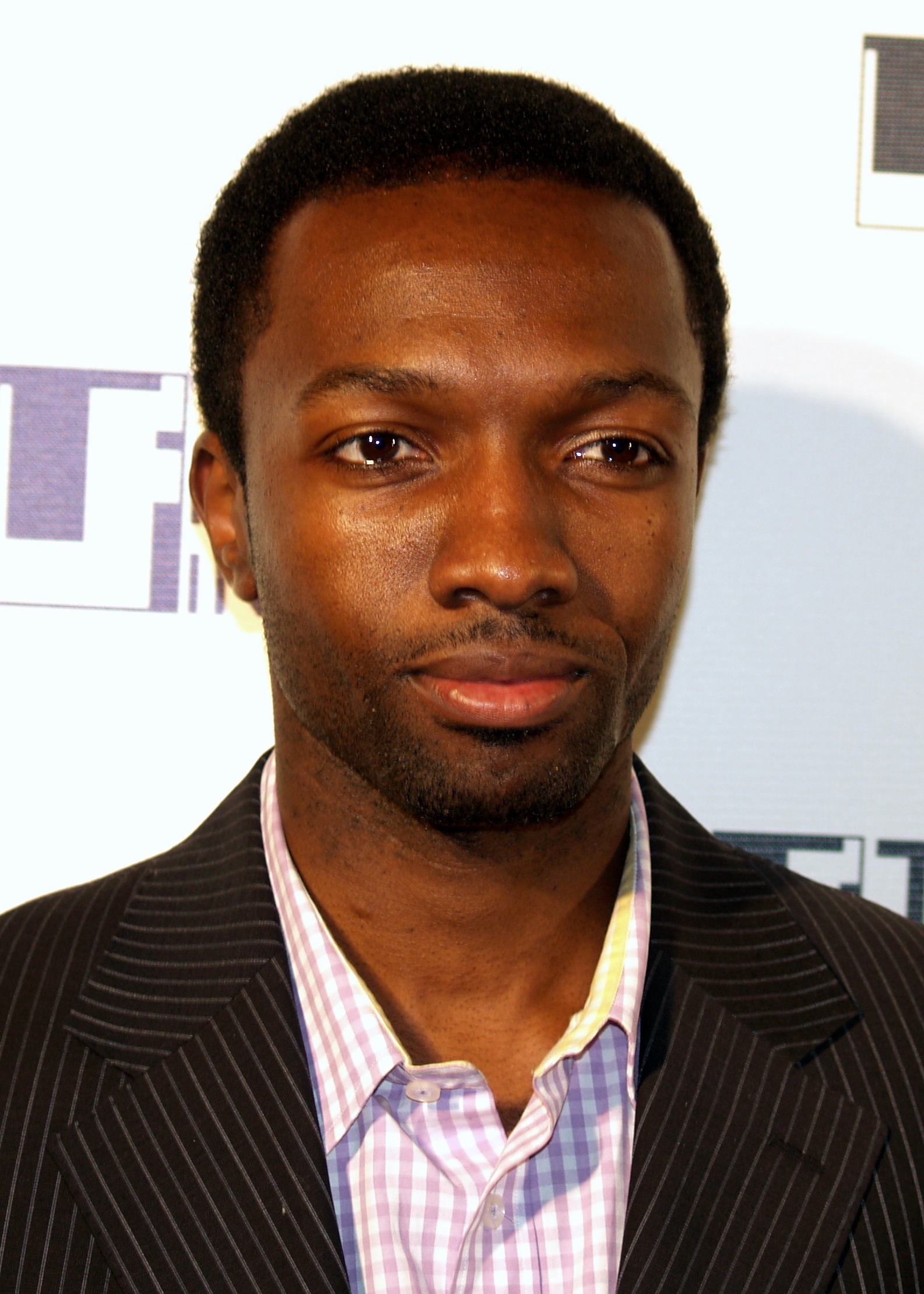
Jamie Hector (2008)

- Hecataeus van Milete (ca.500 v.Chr.), Grieks geograaf
- Anne Heche (1969-2022), Amerikaans actrice
- Duvall Hecht (1930-2022), Amerikaans roeier
- Gina Hecht (1952), Amerikaans actrice
- Jessica Hecht (1965), Amerikaans actrice
- Paul Hecht (1941), Engels acteur
- Marc Heck (1949), Belgisch atleet
- Richard Heck (1931-2015), Amerikaans scheikundige en Nobelprijswinnaar
- James Heckman (1943), Amerikaans econoom
- Jamie Hector (1975), Amerikaans acteur
- Sara Hector (1992), Zweeds alpineskiester

## Hed
- Willem Claesz. Heda (1594-ca.1680), Nederlands kunstschilder
- Peter Hedblom (1970), Zweeds golfer
- Albert Hedderich (1957), West-Duits roeier
- Dan Hedaya (1940), Amerikaans acteur
- Sixta Heddema (1912-1988), Nederlands kunstenaar
- Kathleen Heddle (1965), Canadees roeister
- Johan Hedenberg (1954), Zweeds (stem)acteur
- Callum Hedge (2003), Nieuw-Zeelands autocoureur
- Chuck Hedges (1932-2010), Amerikaans jazzklarinettist
- Sophie Hediger (1998-2024), Zwitsers snowboardster
- James Hedley (2003), Brits autocoureur
- Svenne Hedlund (1945-2022), Zweeds zanger
- Henrik Hedman (1968), Zweeds ondernemer en autocoureur
- Hans Hedtoft (1903-1955), Deens politicus
- Johannes Hedwig (1730–1799), Duits botanicus, "Vader van de bryologie"

## Hee

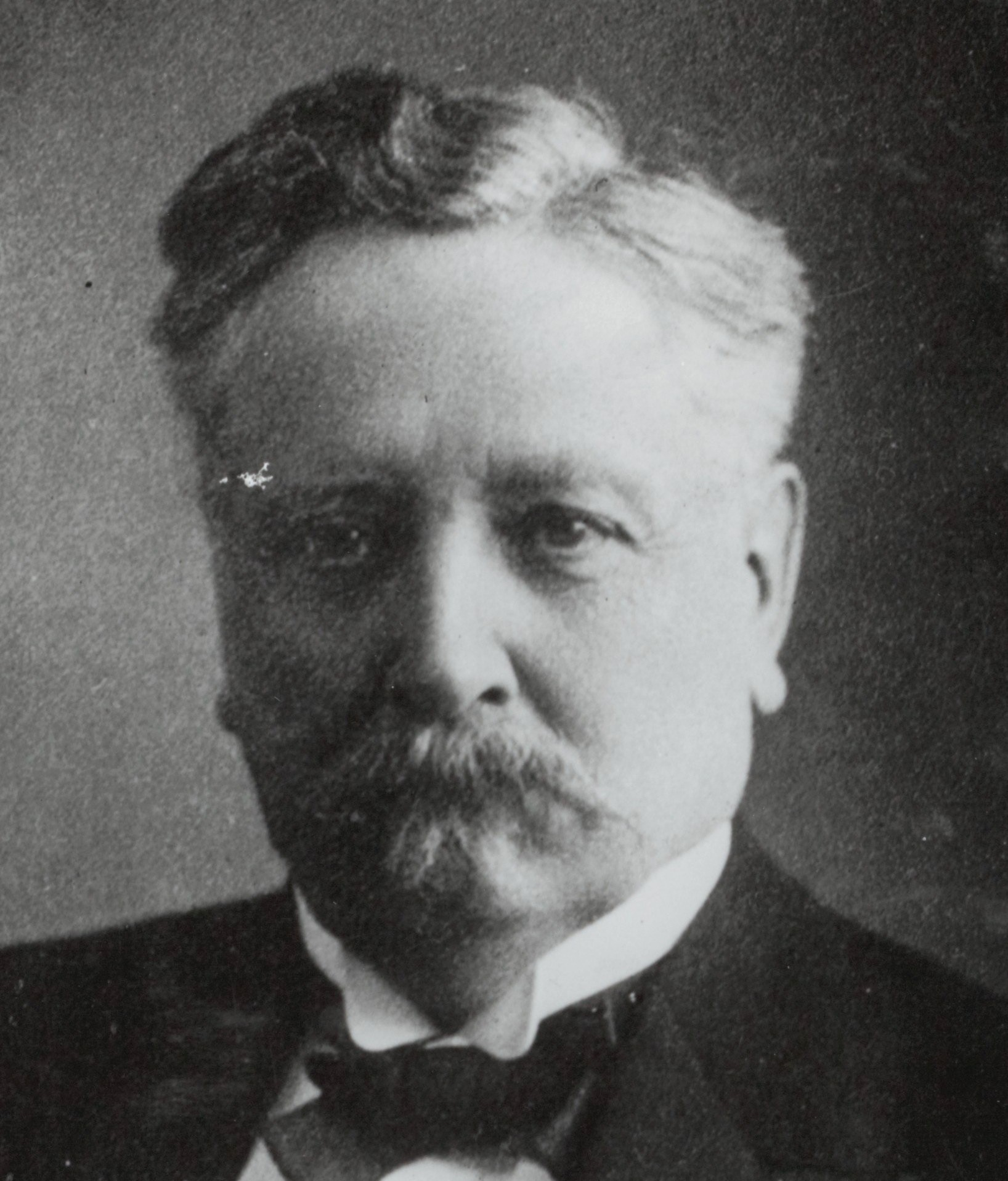
Theo Heemskerk

- Alan Heeger (1936), Amerikaans schei- en natuurkundige
- Gerrit Jan van Heek (1837-1915), Nederlands ondernemer
- Marvin van Heek (1991), Nederlands alpineskiër
- Puck van Heel, (1904-1984), Nederlands voetballer
- Werner Heel (1982), Italiaans alpineskiër
- Bert Heemskerk (1943-2011), Nederlands bestuursvoorzitter van de Rabobank (2002-2009)
- Femke Heemskerk (1987), Nederlands zwemster
- Fenny Heemskerk (1919 - 2007), Nederlands schaakster
- Marianne Heemskerk (1944), Nederlands zwemster
- Theo Heemskerk (1852-1932), Nederlands minister van Binnenlandse Zaken
- Bobby Heenan (1944-2017), Amerikaans professioneel worstelmanager
- Eddy de Heer (1924-2007), Nederlands componist, muziekproducent en tekstschrijver
- Jack de Heer (1953), Nederlands-Canadees ijshockeyer
- Johannes de Heer (1866-1961), Nederlands evangelist en orgelbouwer
- Klaas de Heer (1829-1904), Nederlands dammer en schaker
- Sander de Heer (1958), Nederlands acteur
- Sander de Heer (1975), Nederlands radio-dj, -producent en -(co)presentator
- Henri Heeren (1974), Nederlands voetballer
- Irma Heeren (1967), Nederlands triatlete, duatlete en atlete
- Ron Heeren (1964), Nederlands natuurkundige en massaspectrometrist
- Raymond Heerenveen (1948), Nederlands atleet
- Heere Heeresma (1932-2011), Nederlands schrijver en dichter
- Gerhard Nicolaas Heerkens (1726-1801), Nederlands hekeldichter
- Enneüs Heerma (1944-1999), Nederlands politicus
- Pieter Heerma (1977), Nederlands politicus
- Arend Jan Heerma van Voss (1942-2022), Nederlands acteur, journalist en omroepbestuurder
- François Heersbrandt (1989), Belgisch zwemmer
- Peter Heerschop (1960), Nederlands cabaretier, acteur, televisieprogrammamaker en schrijver
- Arnold Heertje (1934), Nederlands econoom, columnist en publicist
- Raoul Heertje (1963), Nederlands komiek, columnist en tekstschrijver
- Ton Heerts (1966), Nederlands politicus en vakbondsbestuurder
- Marijke van Hees (1961), Nederlands politicus
- Frans Heesen (1946-2025), Nederlands ondernemer
- Pieter Heessels (1961), Nederlands acteur
- Johannes Heesters (1903-2011), Nederlands acteur en zanger
- Peter van Heeswijk (1962), Nederlands politicus en ondernemer
- Lulof Heetjans (1916-1998), Nederlands voetballer

## Hef
- Hef (1987), Nederlands rapper; pseudoniem van Julliard Frans
- Robert Heffernan (1978), Iers atleet
- Edward Heffron (1923-2013), Amerikaans militair
- Hugh Hefner (1926-2017), Amerikaans uitgever
- Friedrich von Hefner-Alteneck (1845-1904), Duits ingenieur, elektrotechnicus en uitvinder

## Heg
- Diane Hegarty (1942-2022), medeoprichter van de Church of Satan
- Georg Hegel (1770-1831), Duits filosoof
- Helene Hegemann (1992), Duits schrijfster, regisseuse en actrice
- Alfred Hegenscheidt (1866-1964), Vlaams dichter en (toneel)schrijver
- Erik Heggen (1992), Belgisch atleet
- Herman Hegger (1916), Nederlands emeritus-predikant en auteur
- Jenő Hégner-Tóth (1894-1915), Hongaars waterpolospeler

## Hei

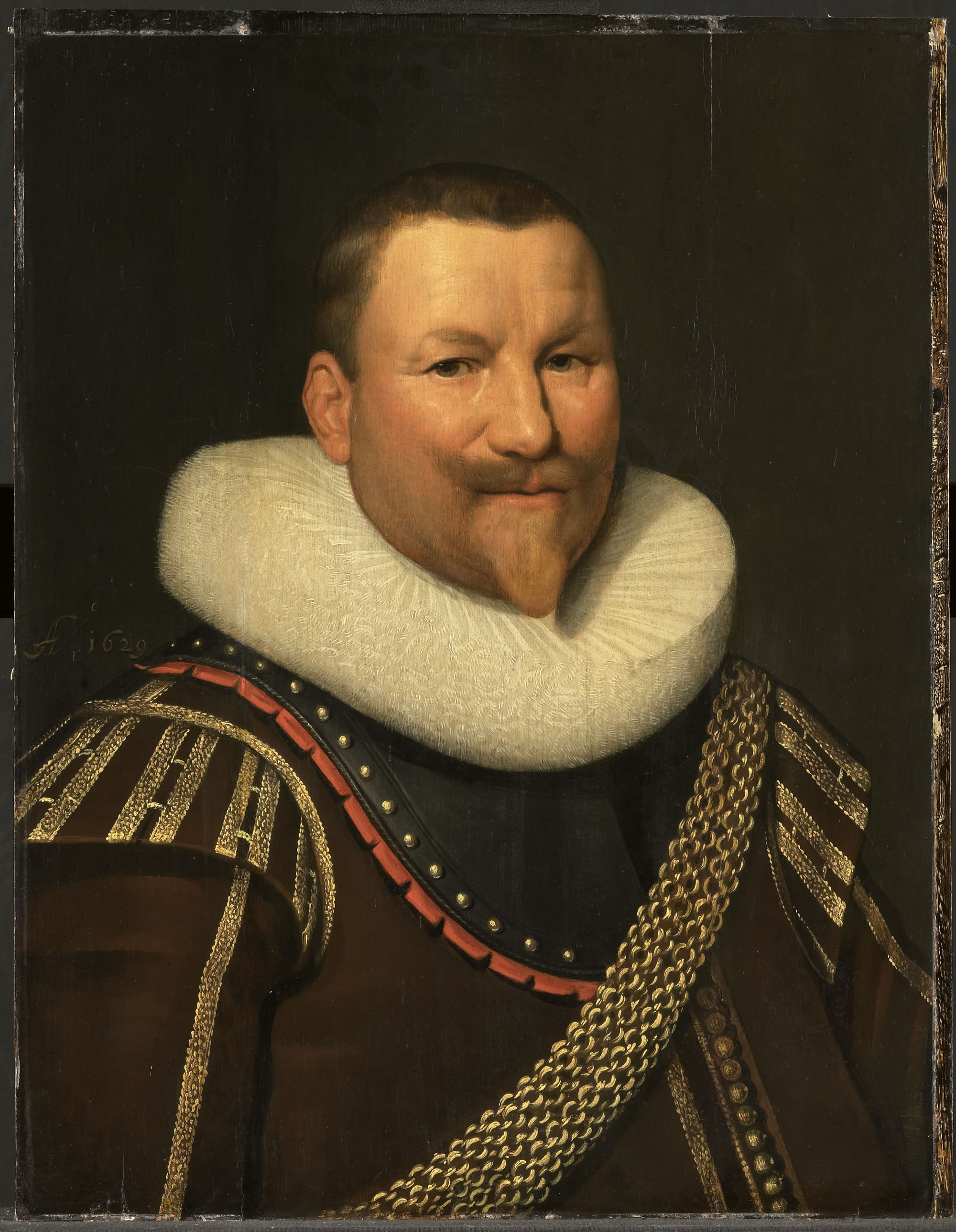
Piet Hein

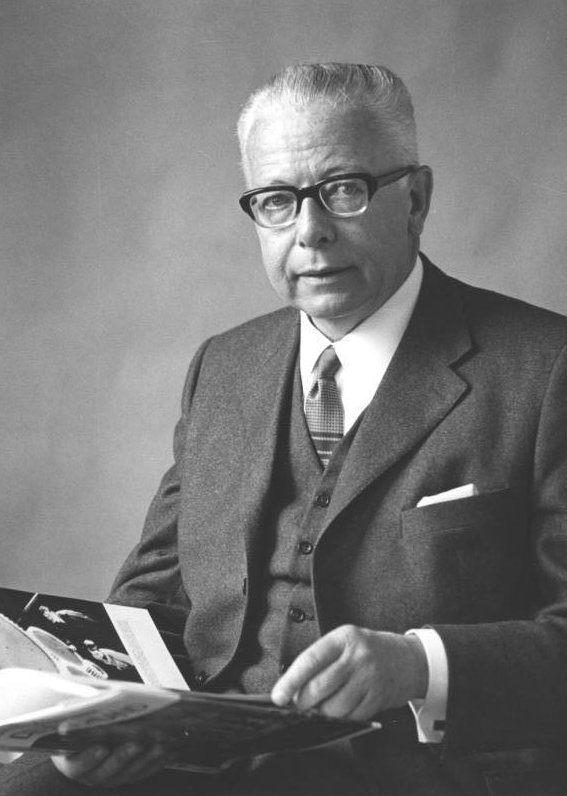
Gustav Heinemann

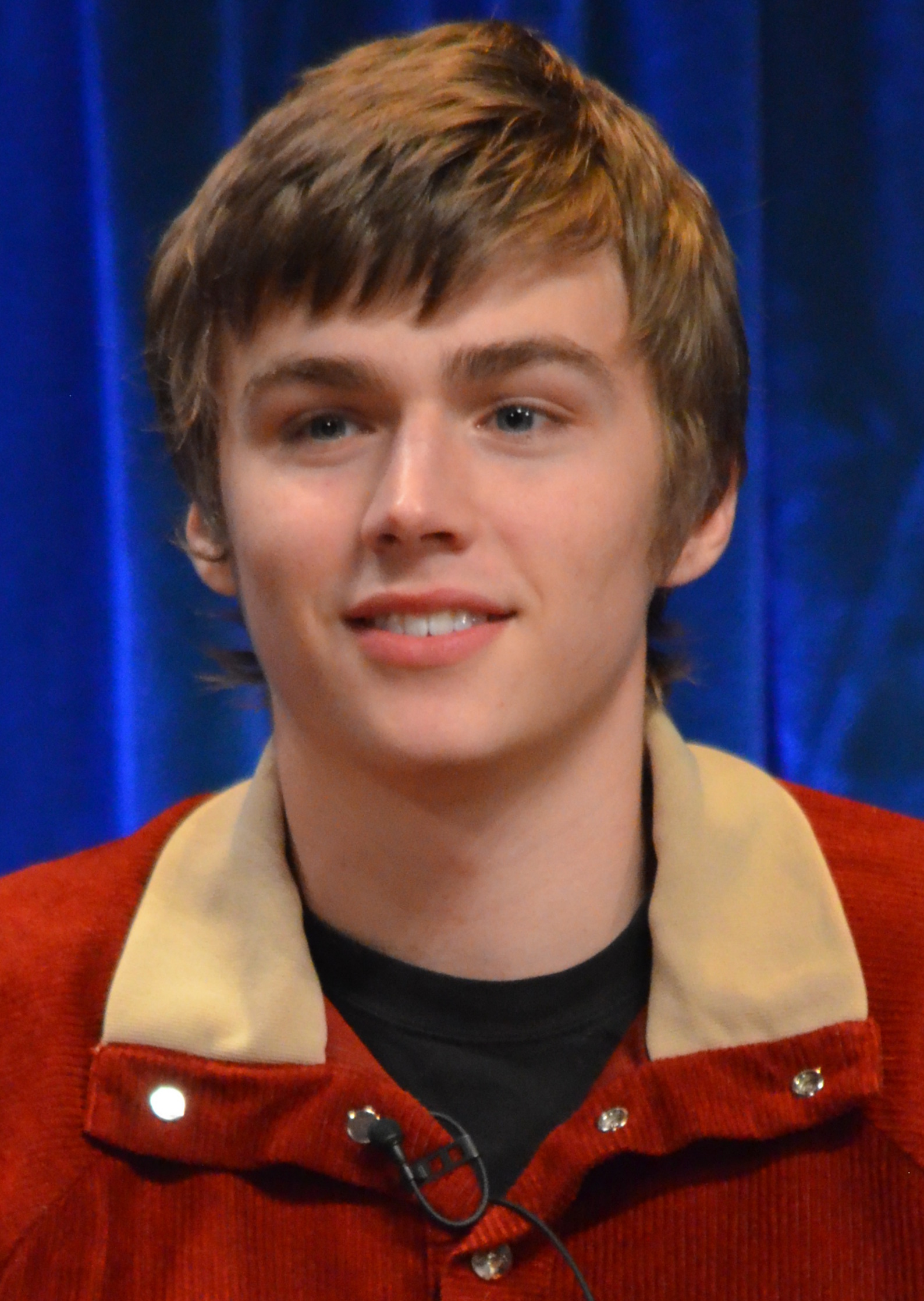
Miles Heizer, 2013

- Henk Heida (1932), Nederlands atleet
- Albert van der Heide (1872-1953), Nederlands socialistisch dominee en Tweede Kamerlid
- Albert van der Heide (1942), Nederlands taalkundige en theoloog
- Harry ter Heide (1928-1985), Nederlands econoom en vakbondsman
- Martin Heidegger (1889-1976), Duits filosoof
- Andries Heidema (1962), Nederlands ingenieur en politicus
- Gerd Heidemann (1931-2024), Duits journalist
- Betty Heidler (1983), Duits atlete
- Mark Heidrich (1955), Amerikaans acteur, bekend als Mark Boone Junior
- Henk Heidweiller (1929-1989), Surinaams diplomaat en politicus
- Jascha Heifetz (1901-1987), Amerikaans violist
- Dorothy Height (1912-2010), Amerikaans burgerrechtenactiviste
- Erik Heijblok (1977), Nederlands voetbaldoelman
- Pierre Heijboer (1937-2014), Nederlands journalist
- A.F.Th. (van der Heijden) (1950), Nederlands schrijver
- Marianne van der Heijden (1922-1998), Nederlands glazenier, graficus, mozaïekkunstenaar, schilder en textielkunstenaar
- Pascal Heije (1979), Nederlands voetballer
- Jean van Heijenoort (1912-1986), Frans wiskundige, logicus en trotskistisch activist
- Jan Heijmans (1923-1974), Nederlands priester en politicus
- Maarten Heijmans (1983), Nederlands acteur
- Albert Heijn (1865-1945), Nederlands ondernemer
- Albert Heijn (1927-2011), Nederlands ondernemer
- Gerrit Jan Heijn (1931-1987), Nederlands ondernemer en misdaadslachtoffer
- Ronald Jan Heijn (1960), Nederlands hockeyer en spiritueel ondernemer
- Henk Heijne Makkreel (1931-2025), Nederlands politicus, vliegtuigbouwkundige en rechter
- Eugène Heijnen (1964), Nederlands politicus en fiscalist
- Hilde Heijnen (1965), Belgisch actrice
- Tonnie Heijnen (1967), Nederlands paralympisch sporter
- Eva van Heijningen (1958), Nederlands actrice
- Leo van Heijningen (1919-2008), Nederlands advocaat en publicist
- Albert Heijnneman (1896-1944), Nederlands atleet en verzetsstrijder
- Niek van Heijst (1954/55-2006), Nederlands natuurbeschermer
- Lotte Heijtenis (1977), Belgisch actrice
- Karel Heijting (1883-1951), Nederlands voetballer en militair
- Ari Heikkinen (1964), Fins voetballer
- Matti Heikkinen (1983), Fins langlaufer
- Robert Heilbroner (1919-2005), Amerikaans econoom
- Claudia van den Heiligenberg (1985), Nederlands voetbalster
- Eli Heimans (1861-1914), Nederlands natuurbeschermer en onderwijzer
- Tania Heimans (1969), Nederlands auteur
- Henry Heimlich (1920-2016), Amerikaans arts
- Karl Hein (1908-1982), Duits atleet
- Piet Hein (1577-1629), Nederlands admiraal en kaapvaarder
- Piet Hein (1905-1996), Deens dichter, schrijver, wiskundige en uitvinder
- Heinrich Heine (1797-1856), Joods-Duits dichter
- Thomas Theodor Heine (1867-1948), Duits schrijver, tekenaar en kunstschilder
- Freddy Heineken (1923-2002), Nederlands industrieel
- Gustav Heinemann (1899-1976), president van de Bondsrepubliek Duitsland
- Josefine Heinemann (1998), Duits schaakster
- Tim Heinemann (1997), Duits autocoureur
- Nicholas Heiner (1989), Nederlands zeezeiler
- Huub van Heiningen (1924-2018), Nederlands journalist
- Brûni Heinke (1940-2025), Nederlands actrice
- Heino (Heinz-Georg Kramm) (1938), Duits zanger
- Raimo Heino (1932-1995), Fins kunstenaar
- Viljo Heino (1914-1998), Fins atleet
- Herbert William Heinrich (1886-1962), Amerikaans veiligheidskundige
- Laurin Heinrich (2001), Duits autocoureur
- Walter Heinrich (20e eeuw), Duits kampcommandant
- Johan Heins (1947), Nederlands springruiter en paardenfokker
- Adelheid van Heinsberg en Blankenberg (-1343), Duitse adellijke vrouw
- Herman Heinsbroek (1951), Nederlands zakenman en politicus
- Jürgen Heinsch (1940-2022), Oost-Duits voetballer
- Anthonie Heinsius (1641-1720), Nederlands raadpensionaris
- Daniël Heinsius (1580-1655), Nederlands dichter en letterkundige
- Han Heinsius (1863-1939), Nederlands plantkundige
- Jac Heinsius (1872-1947), Nederlands letterkundige
- Kiky Heinsius (1921-1990), Nederlands verzetsstrijder
- Nicolaas Heinsius (1620-1681), Nederlands classicus en dichter
- Nicolaes Heinsius (1656-ca.1718), Nederlands schrijver en arts
- Jan Heintze (1963), Deens voetballer
- Renate Heintze (1936-1991), Duits sieraadontwerpster
- Teresa Heinz Kerry (1938), Amerikaans filantrope en vrouw van John Kerry
- Freddy Heirman (1948), Belgisch voetballer en voetbaltrainer
- Georges Heisbourg (1918-2008), Luxemburgs diplomaat
- Maarten Heisen (1984), Nederlands atleet
- Werner Heisenberg (1901-1976), Duits wis- en natuurkundige
- Carol Heiss (1940), Amerikaans kunstschaatsster
- Rolf Heißler (1948-2023), Duits terrorist en lid van de [[[Rote Armee Fraktion]]] (RAF).
- Henk Heithuis (1935-1958), Nederlands slachtoffer van misbruik binnen de Rooms-Katholieke kerk
- John Heitinga (1983), Nederlands voetballer
- Brigitte Heitzer (1979), Nederlands musicalactrice
- Regine Heitzer (1944), Oostenrijks kunstschaatsster
- Miles Heizer (1994), Amerikaans acteur

## Hej
- Nasser Hejazi (1949-2011), Iraans voetballer
- Zuzana Hejnová (1986), Tsjechisch atlete

## Hek
- Tom van 't Hek (1958), Nederlands hockeyer, bondscoach en radiopresentator
- Youp van 't Hek (1954), Nederlands cabaretier en columnist
- Gert Hekma (1951-2022), docent homo- en genderstudies

## Hel

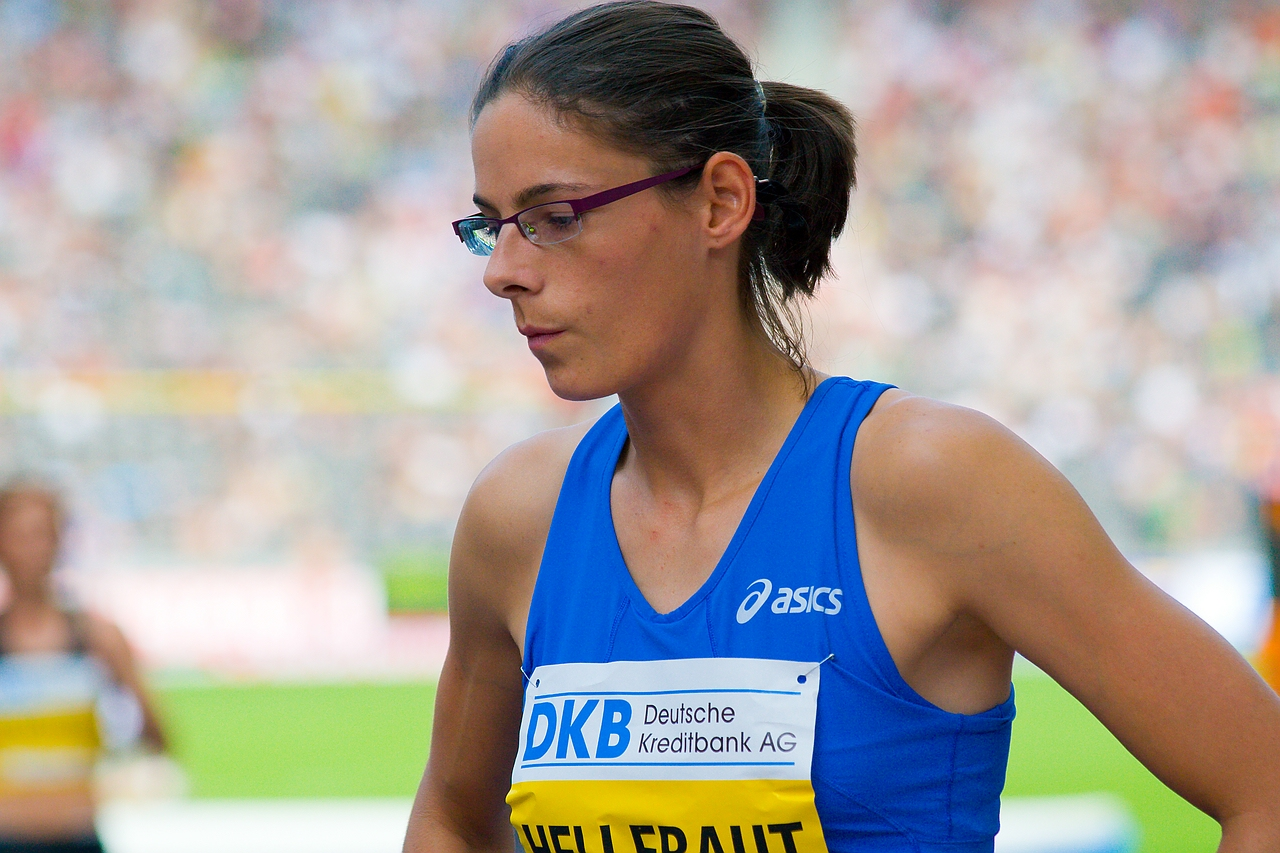
Tia Hellebaut

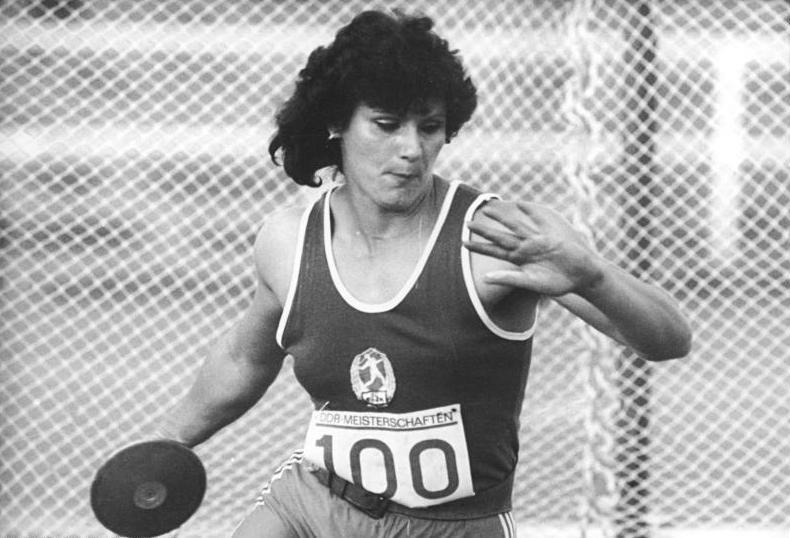
Martina Hellmann

- Éric Hélary (1966), Frans autocoureur
- Adam Helcelet (1991), Tsjechisch atleet
- Cornelis den Held (1883-1962), Nederlands atleet
- Ryan Held (1995), Amerikaans zwemmer
- Sigfried Held (1942), Duits voetballer en voetbalcoach
- Armand Van Helden (1970), Amerikaans dj en muziekproducent
- Robin van Helden (1965), Nederlands atleet
- Johan Heldenbergh (1967), Belgisch acteur en regisseur
- Lilian Helder (1973), Nederlands advocate en politica
- Gerard Helders (1905), Nederlands politicus
- Sicko Heldoorn (1956), Nederlands burgemeester
- Jérôme Heldring (1917-2013), Nederlands columnist, journalist en publicist
- Helena Vladimirovna van Rusland (1882-1957), nicht van tsaar Nicolaas II
- Conrad Helfrich (1886-1962), Nederlands marineofficier
- Agnar Helgason (1968), IJslands antropoloog
- Eleanor F. Helin (1932-2009), Amerikaanse astronome
- Rudolf Hell (1901-2002), Duits uitvinder
- Stefan Hell (1962), Duits natuurkundige en Nobelprijswinnaar
- Tia Hellebaut (1978), Belgisch atlete
- Berndt Helleberg (1920-2008), Zweeds beeldhouwer en medailleur
- Anouska Hellebuyck (1989), Belgisch atlete en bobsleester
- Eddy Hellebuyck (1961), Belgisch/Amerikaans atleet
- Hellema (1921-2005), Nederlands schrijver en verzetsstrijder (Lex van Praag)
- Janus Hellemons (1912-1999), Nederlands wielrenner
- Albert Alexander von Hellens (1879-1950 of 1952), Fins politicus
- Herman Helleputte (1953), Belgisch voetballer en voetbaltrainer
- Joris Helleputte (1852-1925), Belgisch ingenieur, architect, hoogleraar, politicus en bestuurder
- Louise Helleputte-Schollaert (1852-1930), Belgisch bestuurster
- Guy Hellers (1964), Luxemburgse voetballer en voetbalcoach
- Dick Helling (1950-2018), Nederlands voetballer
- Martina Hellmann (1960), Duits atlete
- Marcus Hellner (1985), Zweeds langlaufer
- Lennart Hellsing (1919-2015), Zweeds schrijver en vertaler
- Jens Hellström (1977), Zweeds autocoureur
- Ad van der Helm (1962), Nederlands priester
- Levon Helm (1940-2012), Amerikaans drummer en country-rock-zanger
- Tijmen van der Helm (2004), Nederlands autocoureur
- Albert Helman (1903-1996), Surinaams-Nederlands schrijver
- Patrick Helmes (1984), Duits voetballer
- Hermann von Helmholtz (1821-1894), Duits natuurkundige
- Katherine Helmond (1929-2019), Amerikaans actrice
- Jan Baptista van Helmont (1580-1644), Belgisch alchemist
- Kurt Helmudt (1943), Deens roeier
- Leonard Retel Helmrich (1959–2023), Nederlands cineast
- Wim Helsen (1968), Vlaams cabaretier, komiek, acteur en columnist
- Jan Helsloot (1960), Nederlands schaker
- Steve Helstrip (1973), Brits tranceproducer
- Thomas Helveg (1971), Deens voetballer

## Hem
- Irene Hemelaar (1969), Nederlands homorechtenactivist en zangeres
- Sam Hemeleers (1995), Belgisch basketballer
- Evert van Hemert (1952-2022), Nederlands kunstenaar
- Hans van Hemert (1945-2024), Nederlands muziekproducent, -componist en liedjesschrijver
- Jan van Hemert (1933-2022), Nederlands decorontwerper
- Ruud van Hemert (1938-2012), Nederlands film- en televisieregisseur
- Willy van Hemert (1912-1993), Nederlands regisseur, tekstschrijver, acteur en cabaretier
- Guus van Hemert tot Dingshof (1915-1994), Nederlands politicus
- David Hemery (1944), Brits atleet
- Ernest Hemingway (1899-1961), Amerikaans schrijver
- Matt Hemingway (1972), Amerikaans atleet
- Roelof Hemmen (1963), Nederlands radio- en televisiepresentator
- Bram van Hemmen (1973), Nederlands politicus
- Kristien Hemmerechts (1955), Vlaams schrijfster
- Fred Hemmes sr. (1950), Nederlands tennisspeler
- Rudi Hemmes (1923-2022), Nederlands militair
- Florian Hempel (1990), Duits darter
- Jan Hemsing (1871-1924), Nederlands pianist en zanger
- Tiberius Hemsterhuis (1685-1766), Nederlands klassiek filoloog
- Frans Hemsterhuis (1721-1790), Nederlands filosoof

## Hen

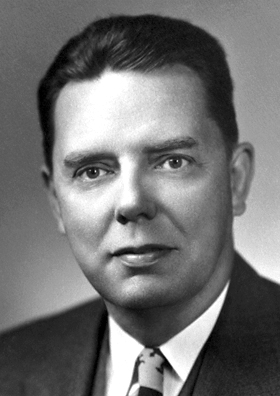
Philip Showalter Hench

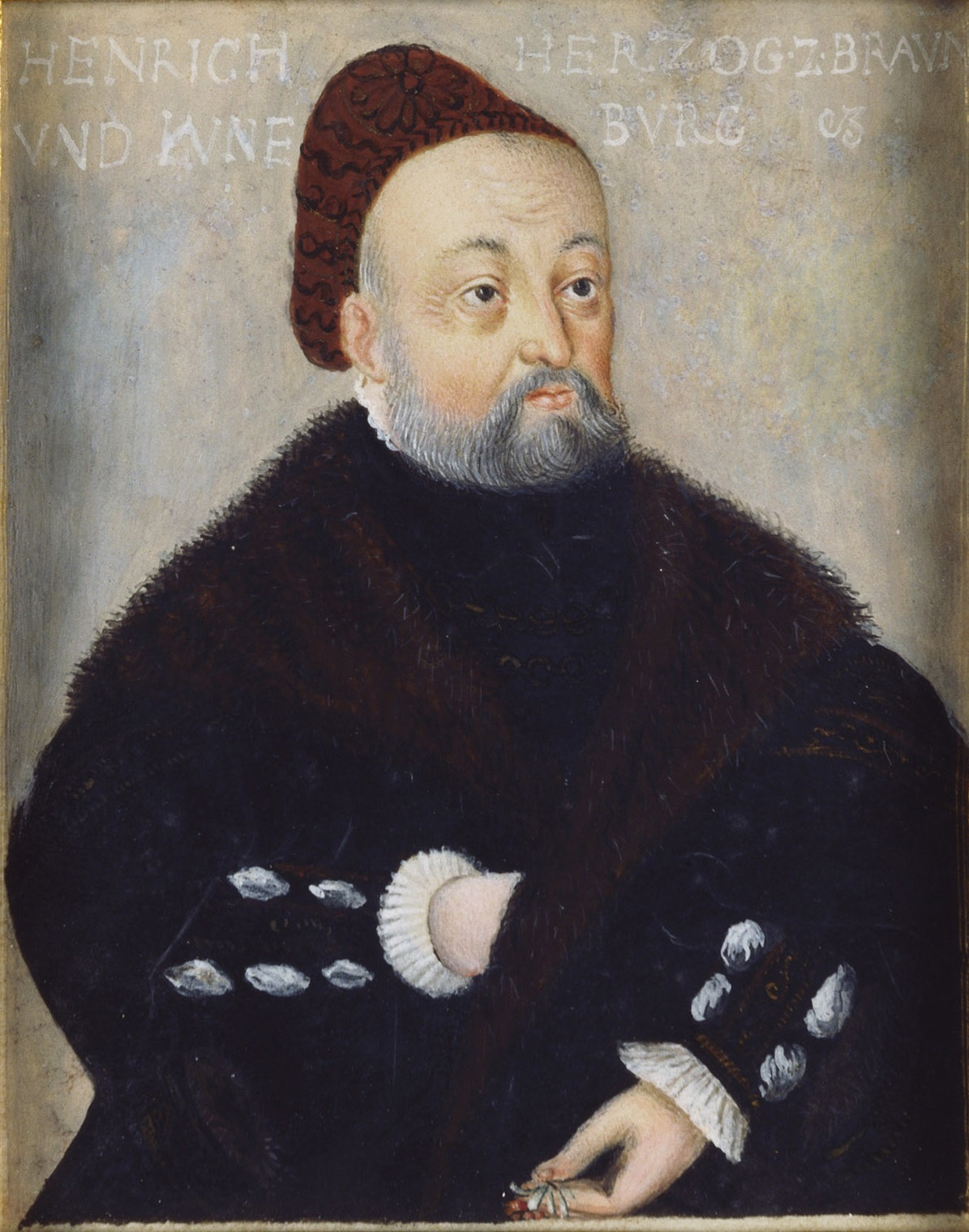
Hendrik I van Brunswijk-Lüneburg

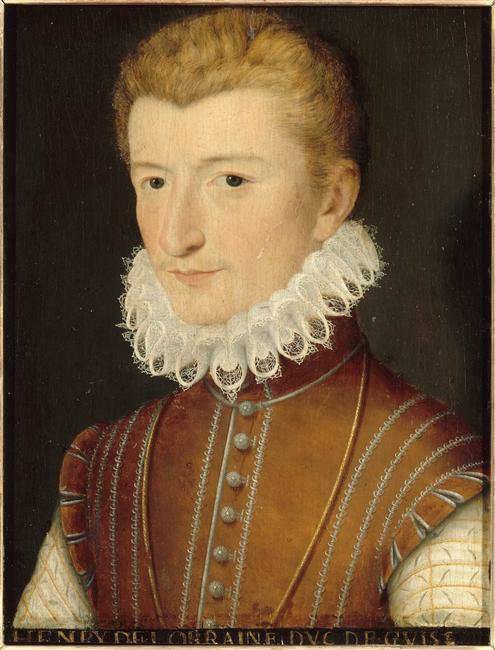
Hendrik I van Guise

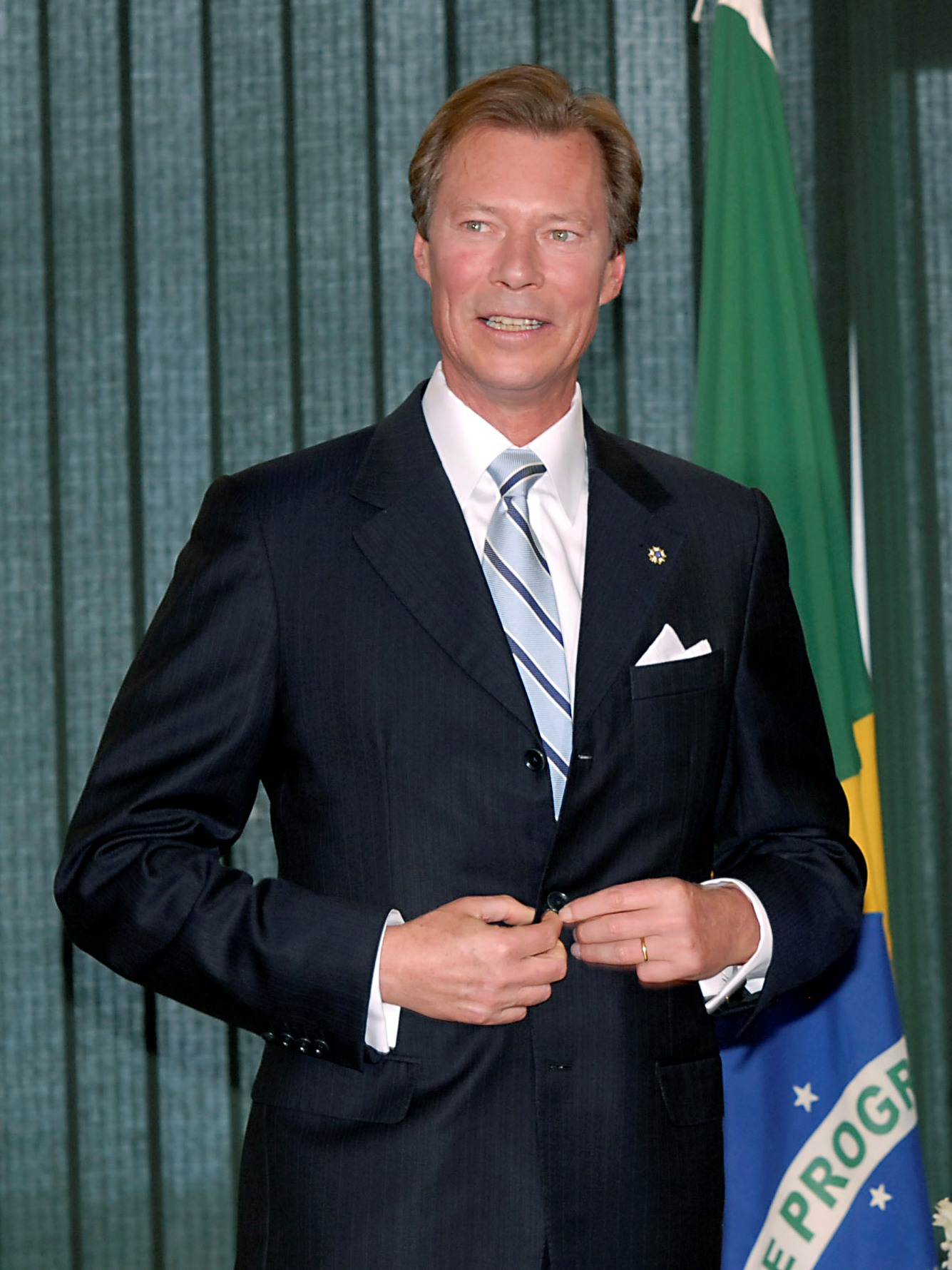
Hendrik I van Luxemburg

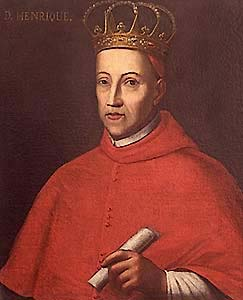
Hendrik I van Portugal

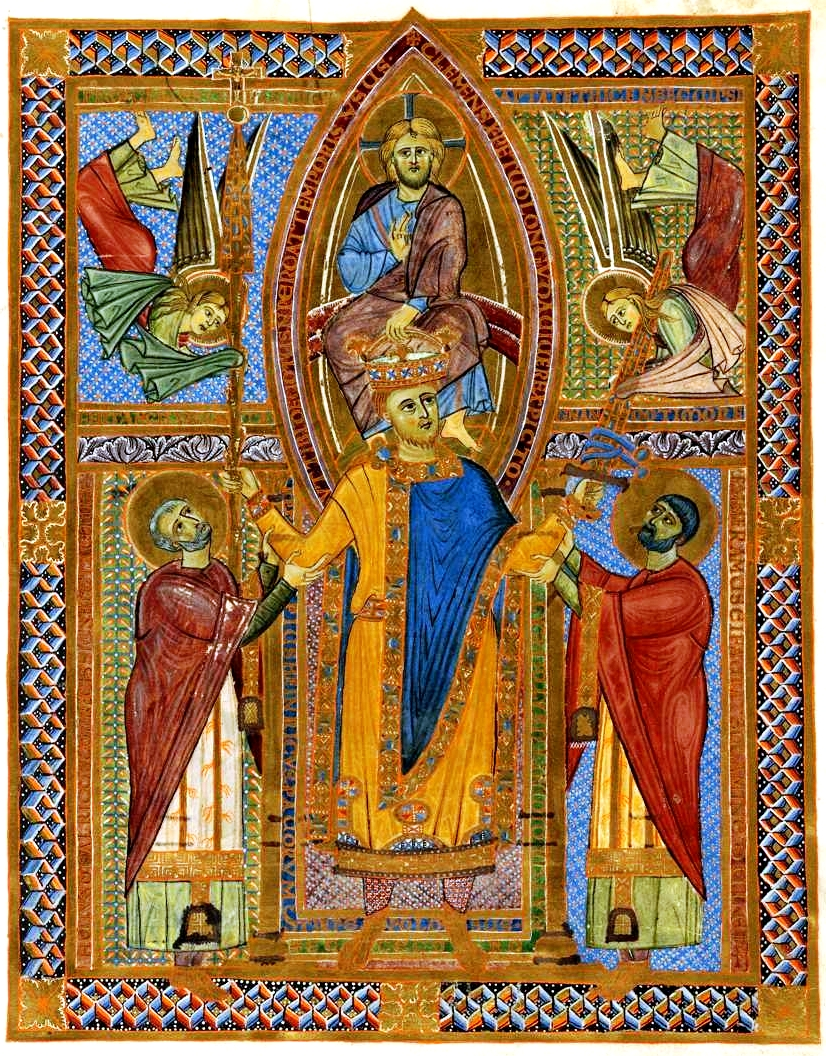
Keizer Hendrik II

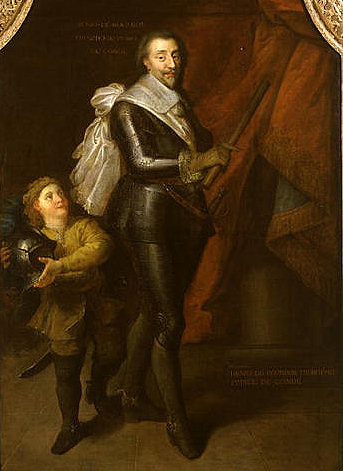
Hendrik II van Bourbon-Condé

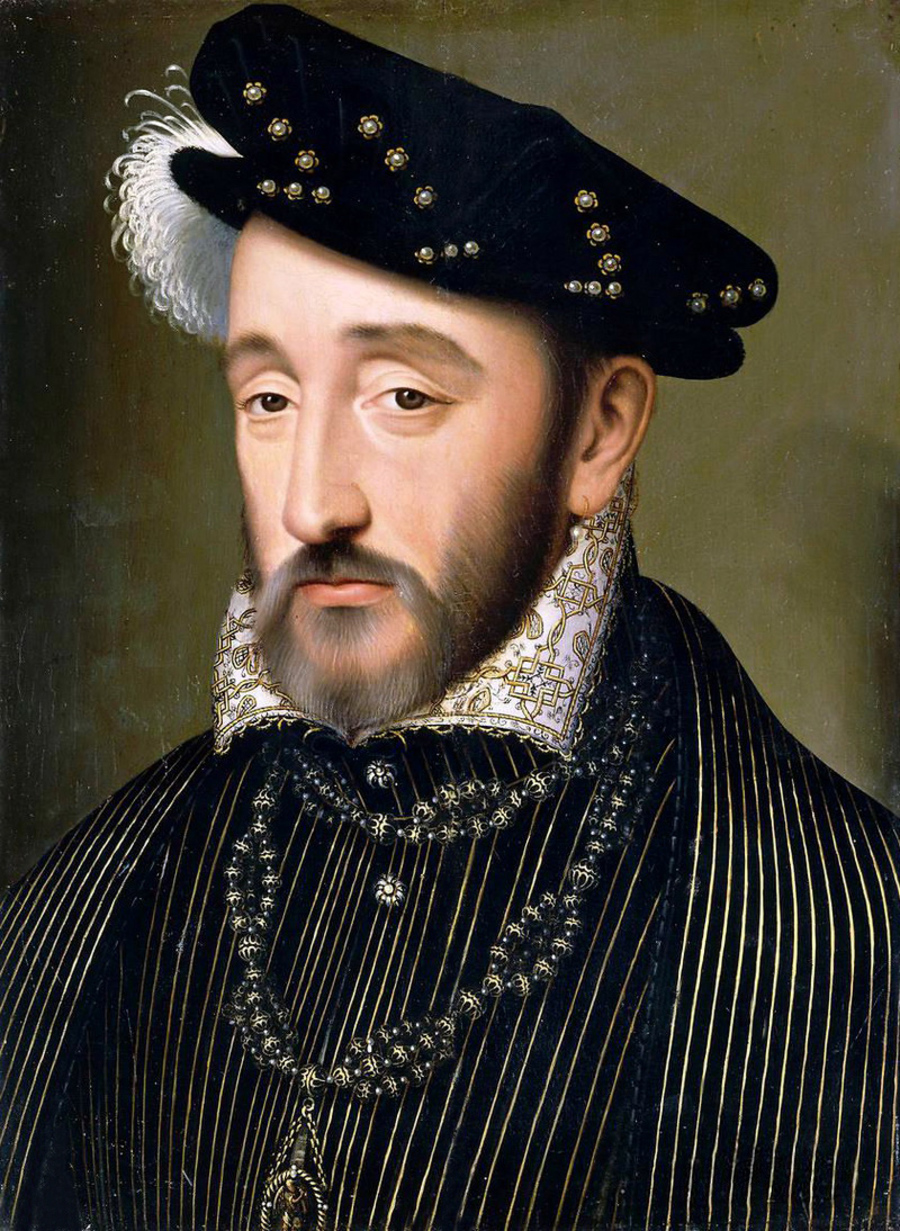
Hendrik II van Frankrijk

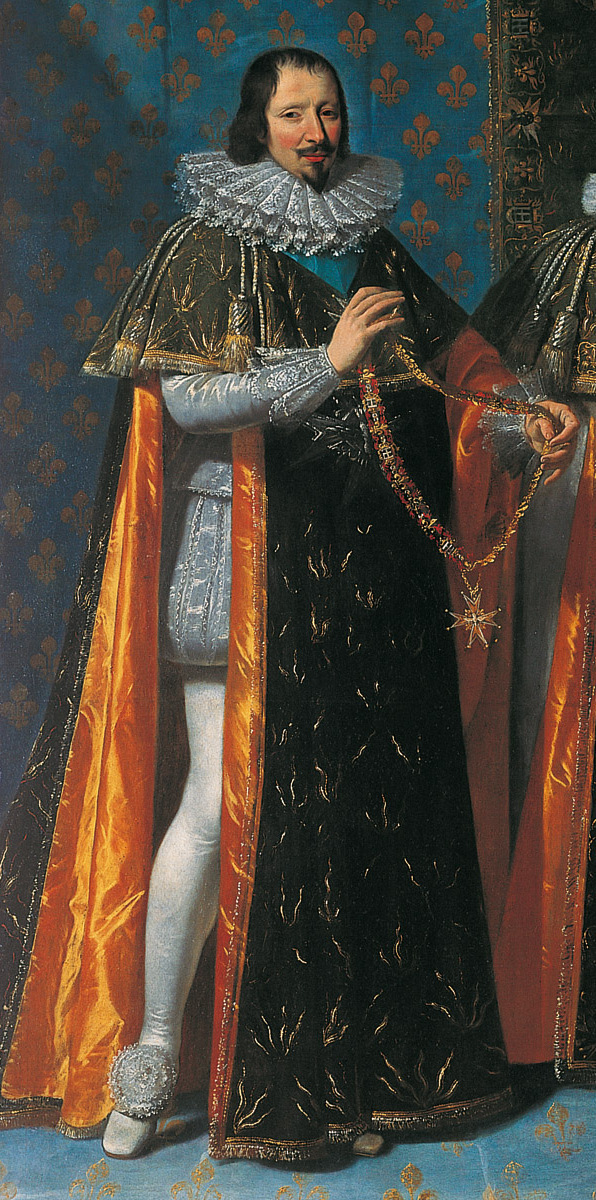
Hendrik II van Longueville

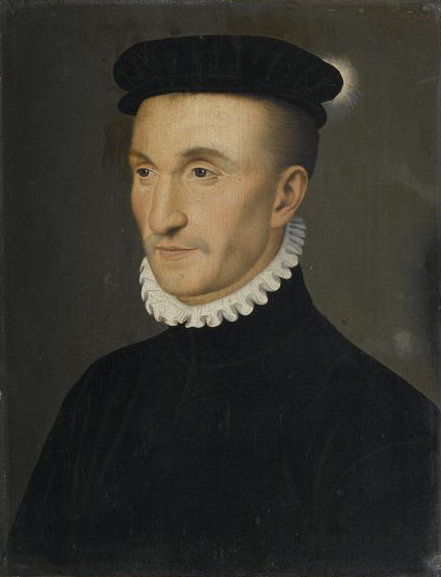
Hendrik II van Navarra

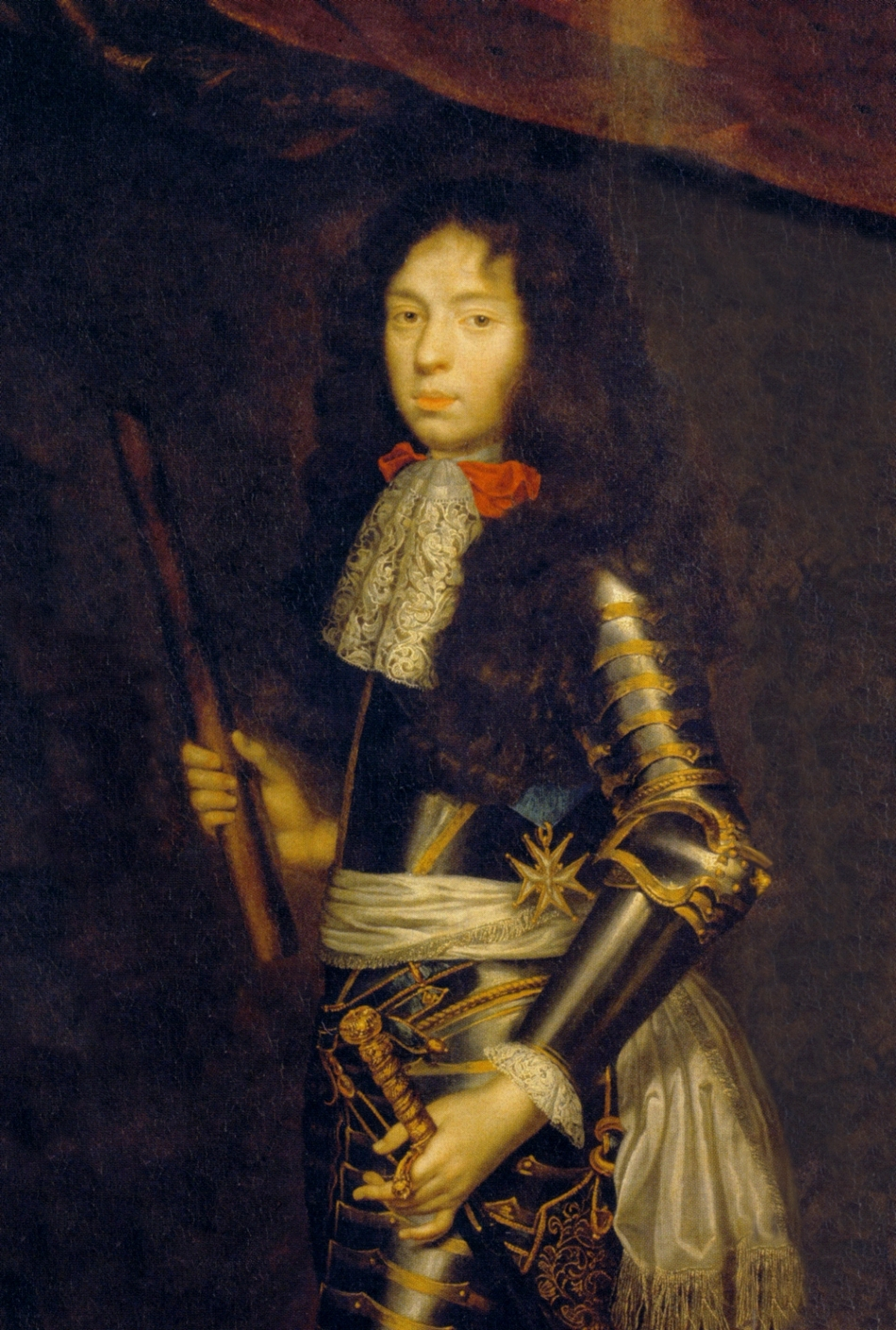
Hendrik III Julius van Bourbon-Condé

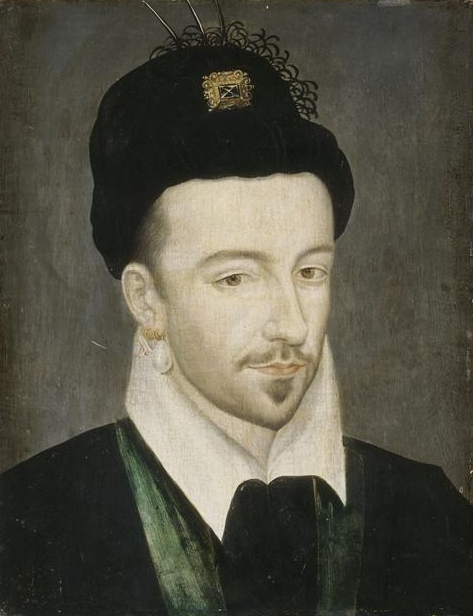
Hendrik III van Frankrijk

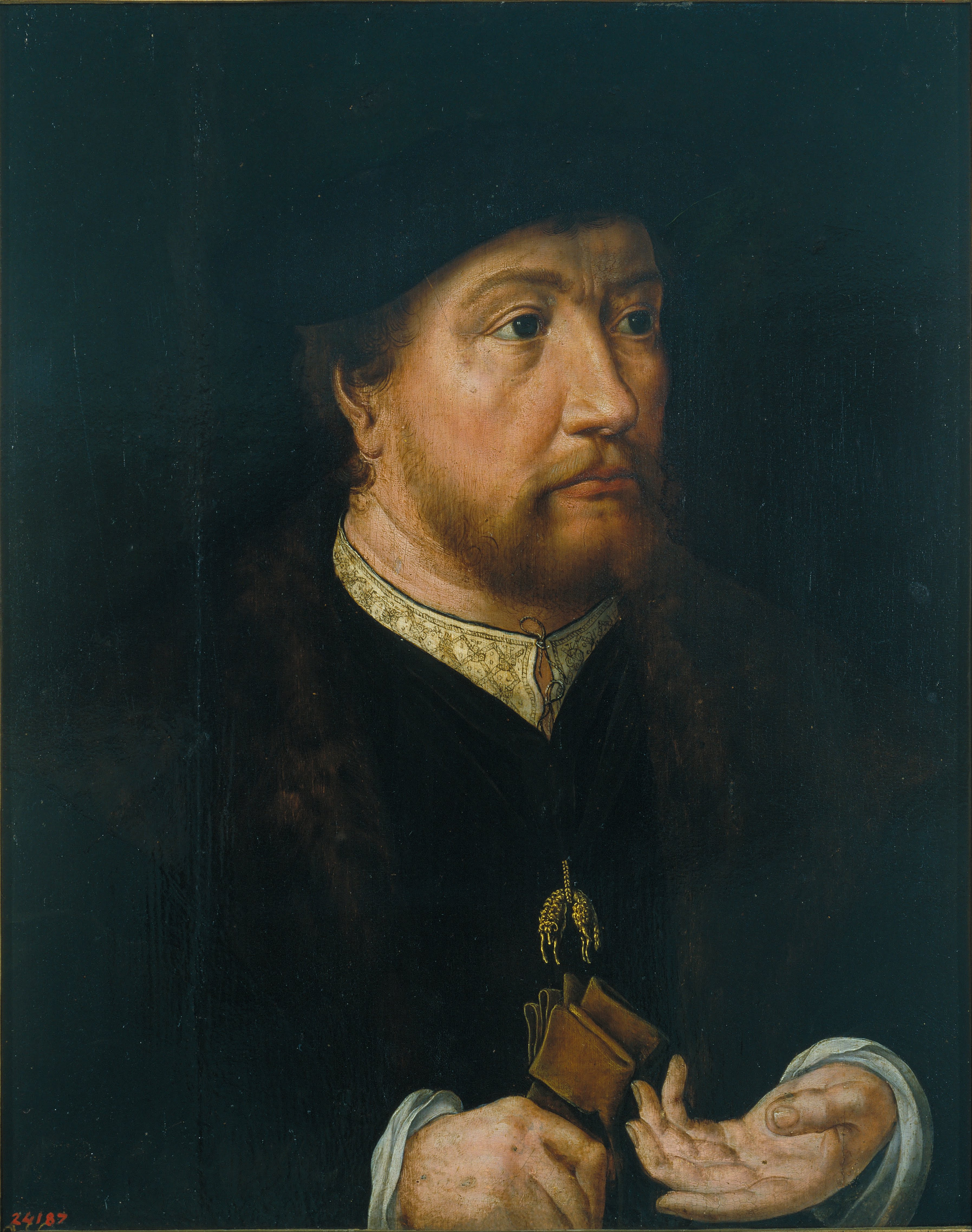
Hendrik III van Nassau-Breda

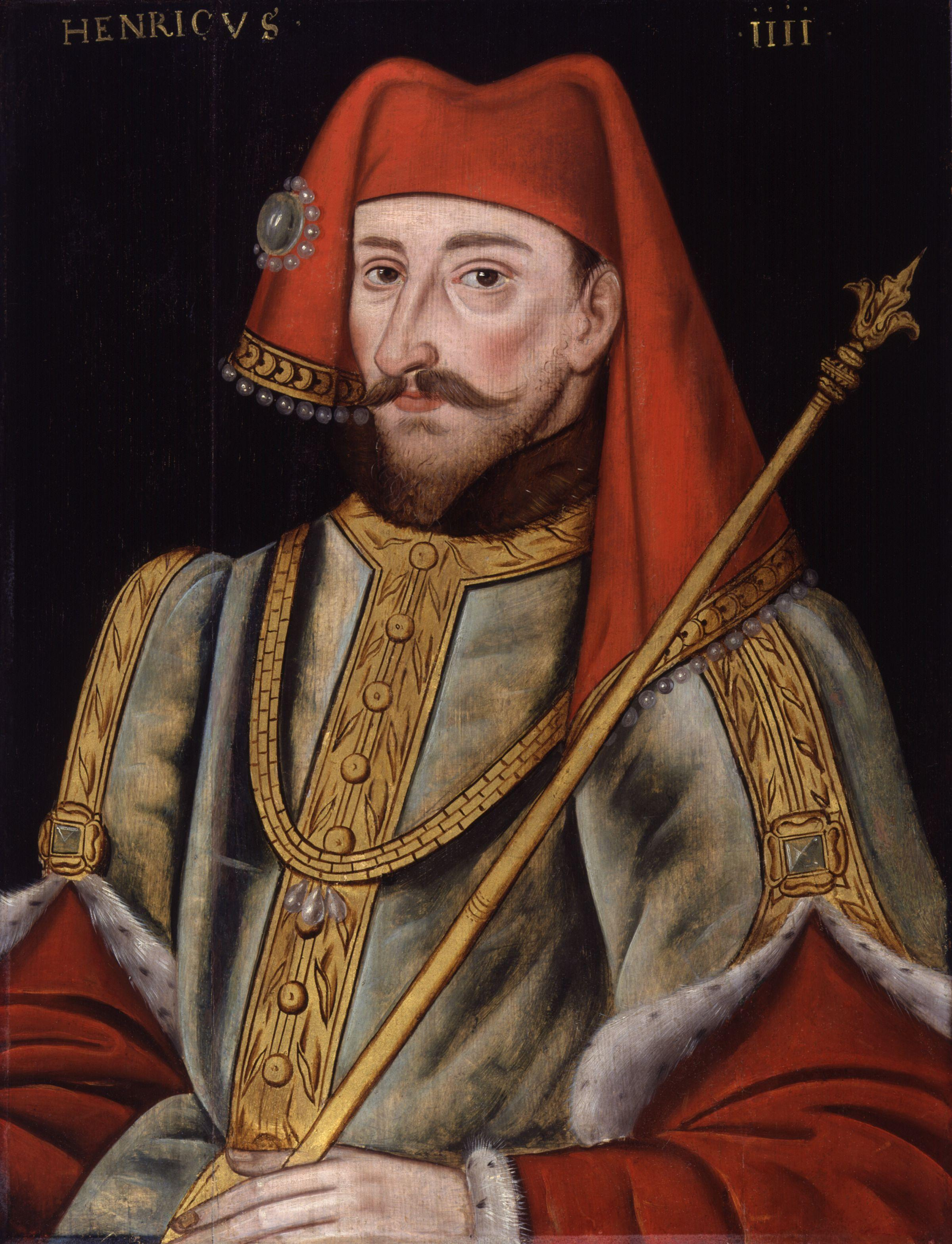
Hendrik IV van Engeland

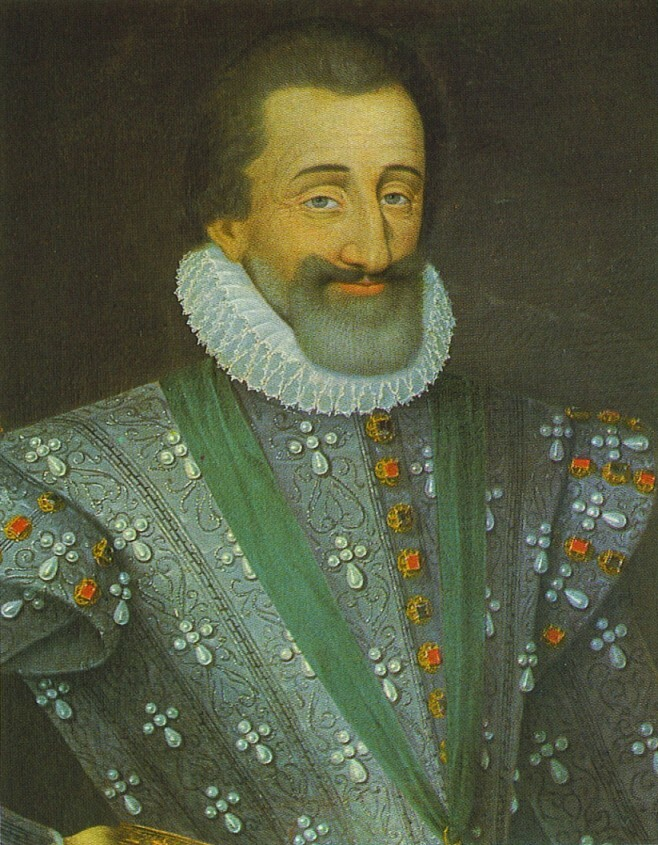
Hendrik IV van Frankrijk

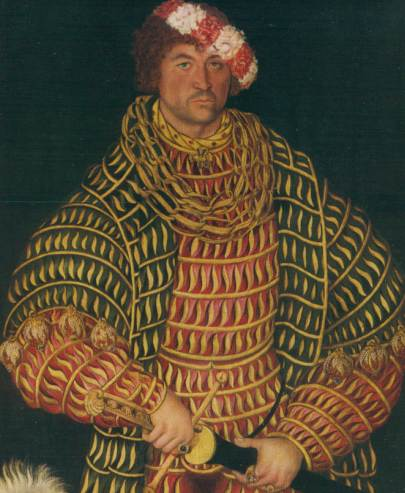
Hendrik IV van Saksen

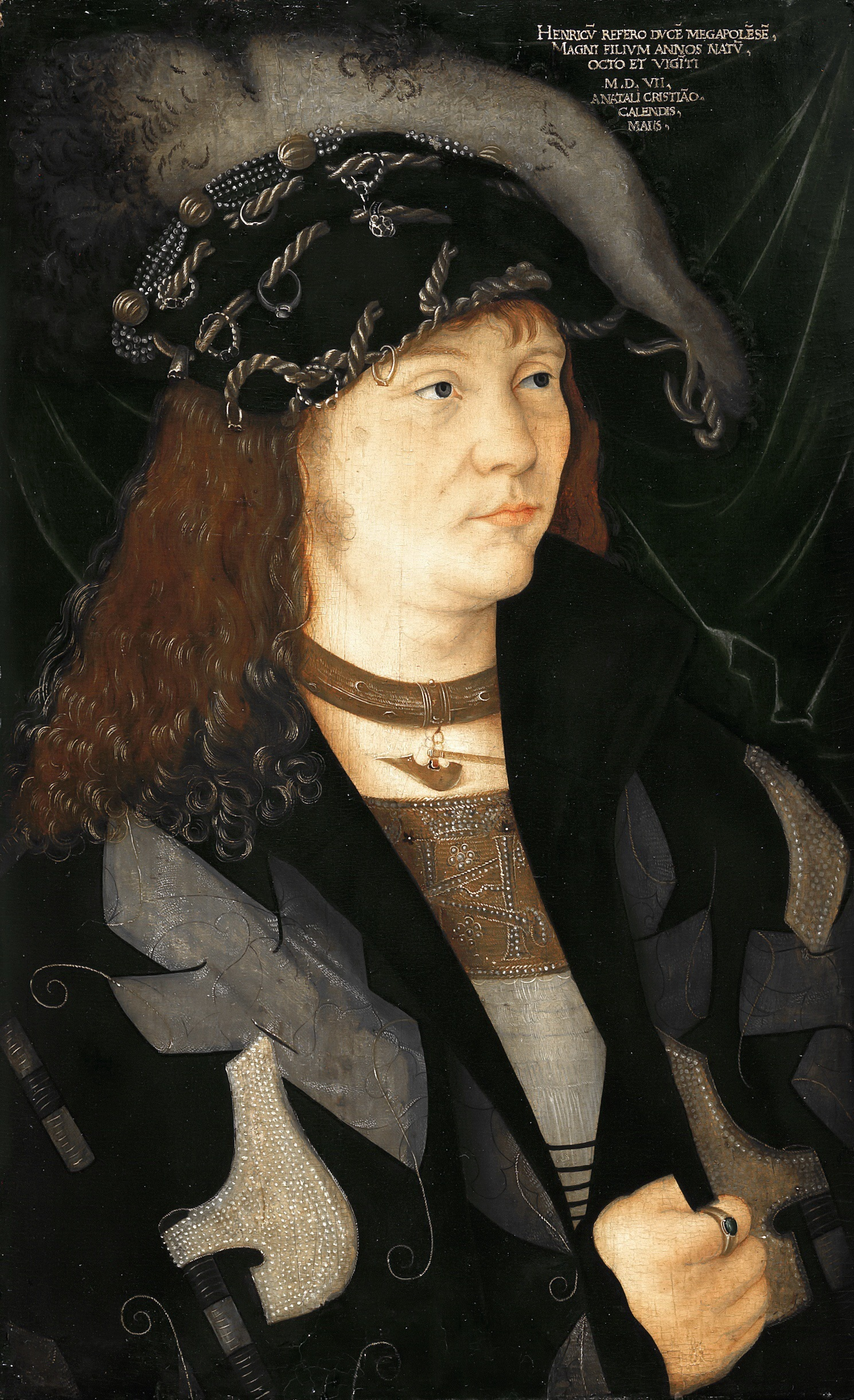
Hendrik V van Mecklenburg

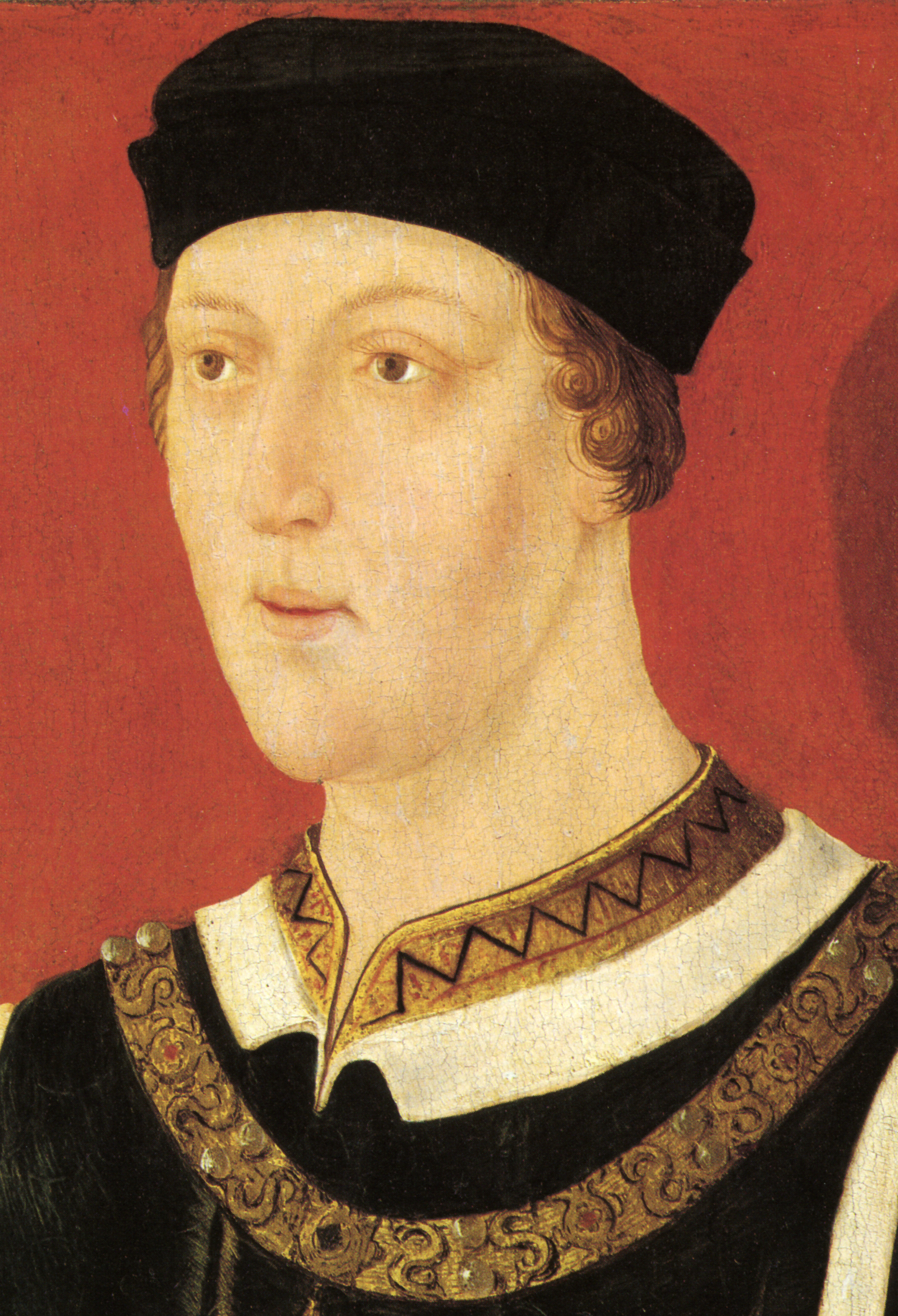
Hendrik VI van Engeland

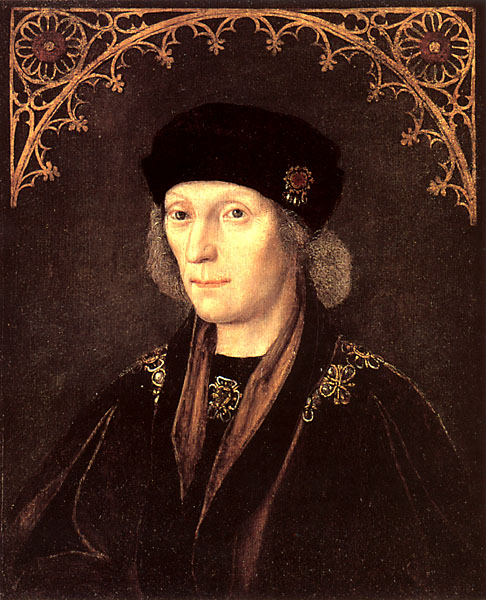
Hendrik VII van Engeland

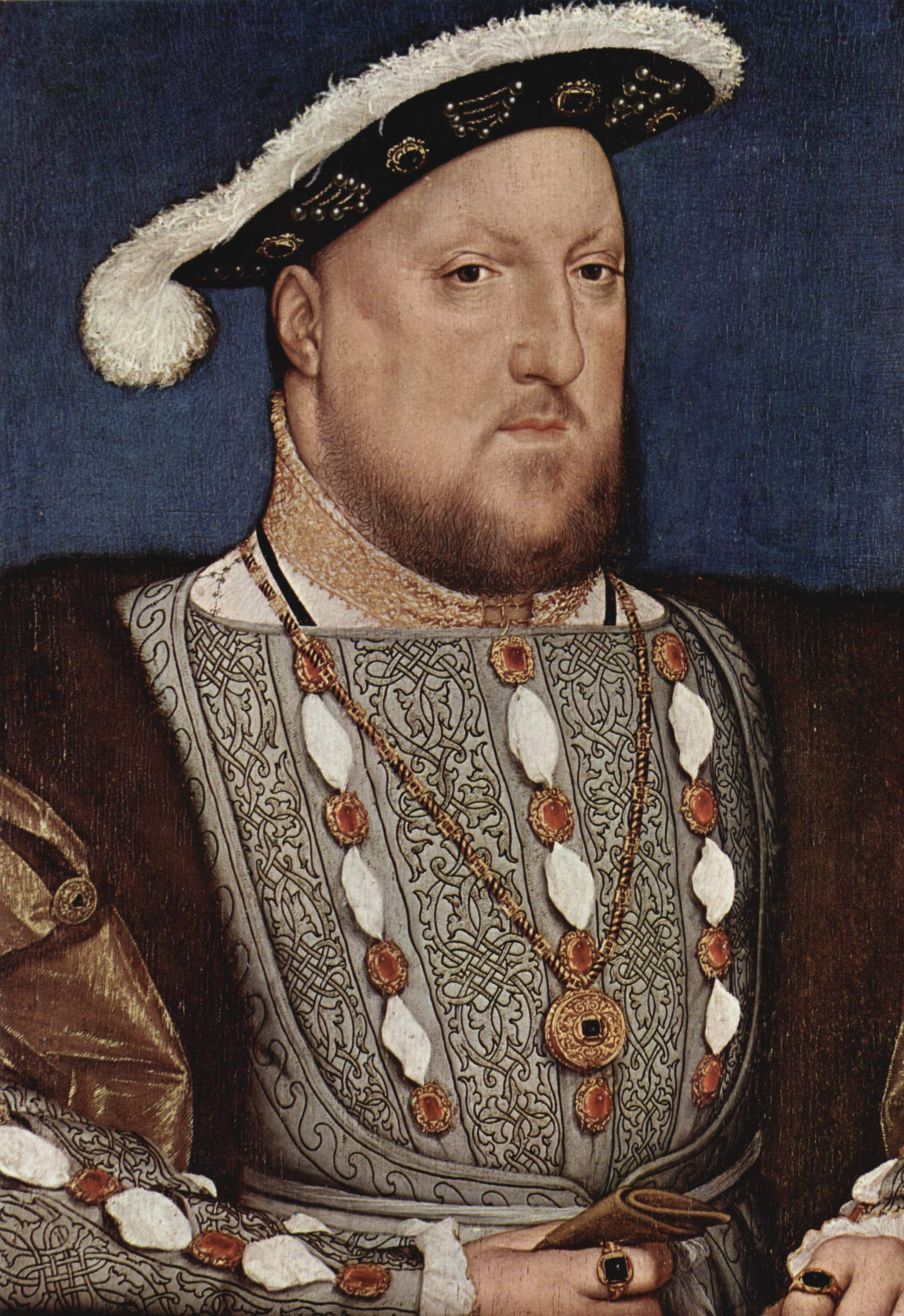
Hendrik VIII van Engeland

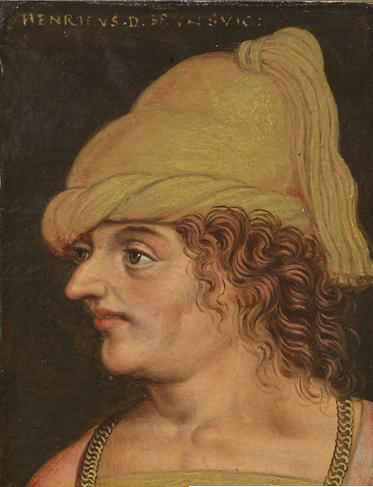
Hendrik XVI van Beieren

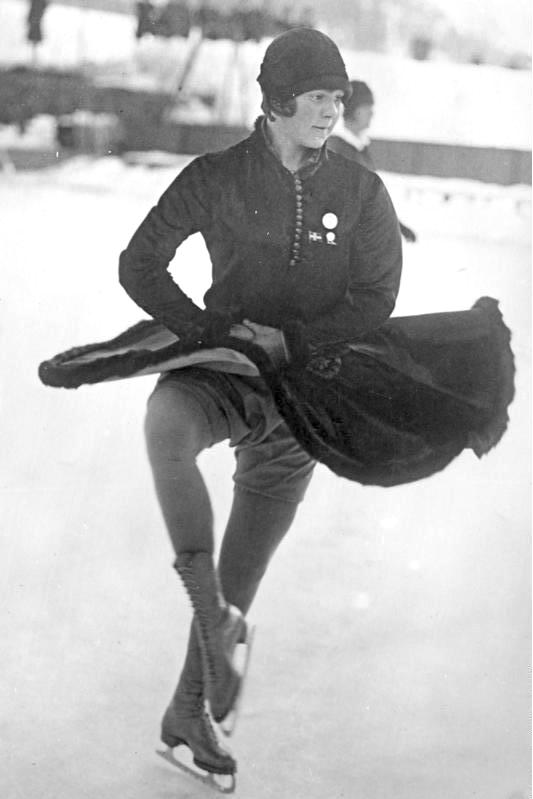
Sonja Henie

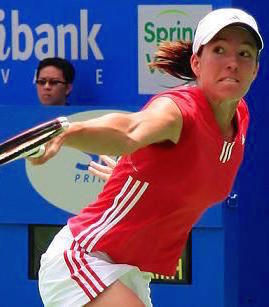
Justine Henin

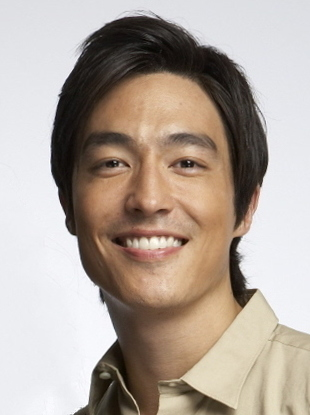
Daniel Henney, 2008

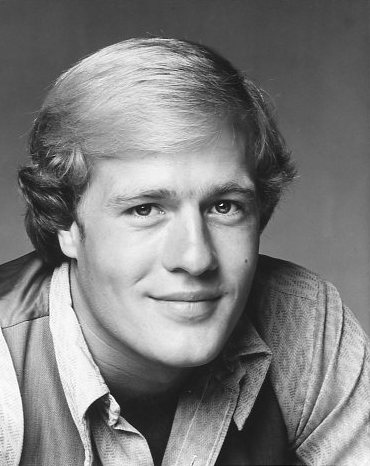
Gregg Henry, 1976

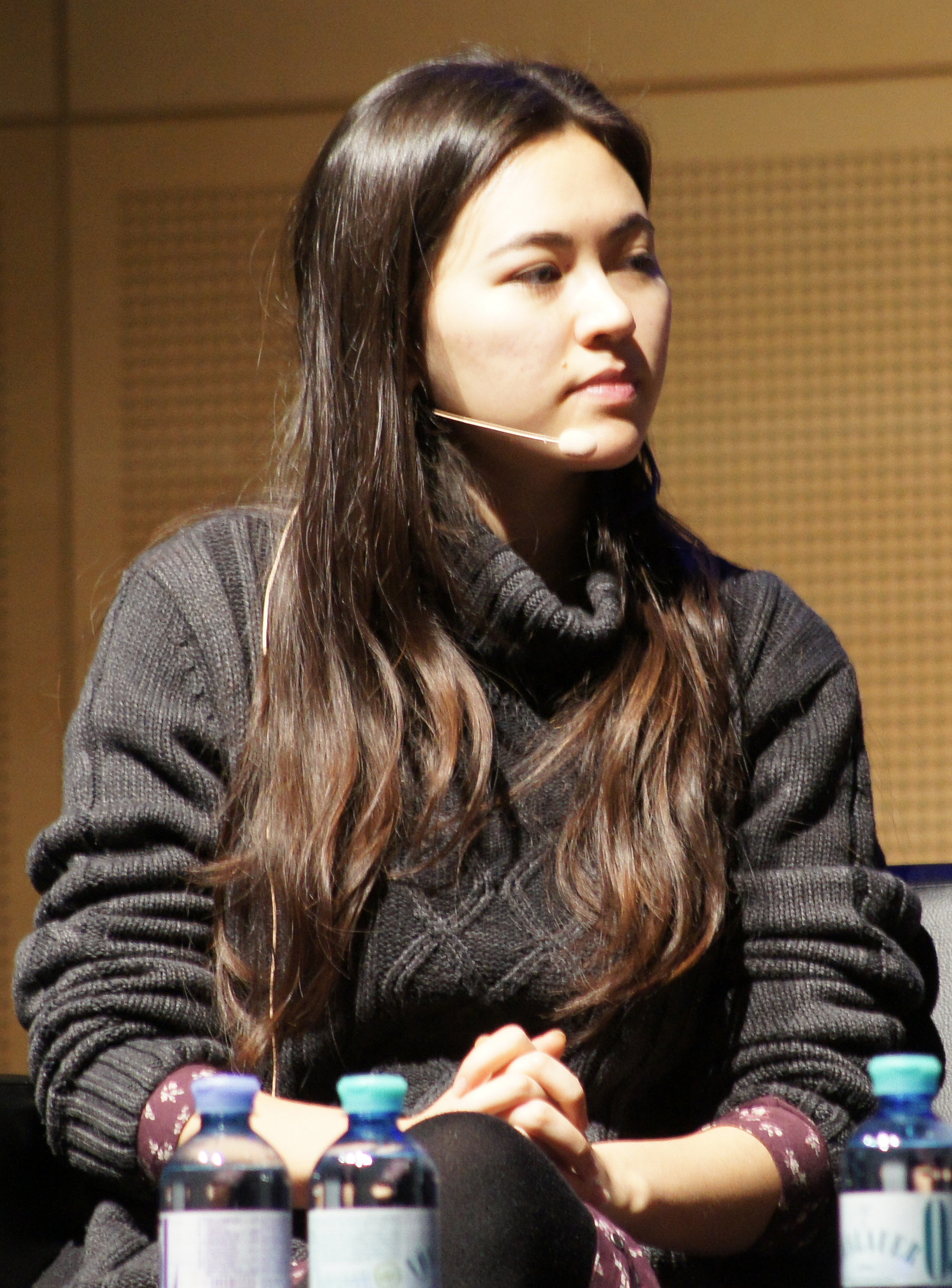
Jessica Henwick, 2015

- Rodolphe Hénault (1899-1983), Belgisch atleet
- Philip Showalter Hench (1896-1965), Amerikaans arts en Nobelprijswinnaar
- Hans van den Hende (1964), Nederlands theoloog en bisschop
- Adelfons Henderickx (1867-1949), Belgisch advocaat, uitgever, politicus en Vlaams activist
- Guido Henderickx (1942), Belgisch filmregisseur
- Jean-Baptiste Henderickx (1856-1917), Belgisch politicus
- Marcel Henderickx (1925-2011), Belgisch politicus
- Suske Henderickx (1907-1971), Belgisch zanger, cabaretier en komiek
- Wim Henderickx (1962), Belgisch componist, slagwerker en muziekpedagoog
- Billy Henderson (1939-2007), Amerikaans zanger
- Donald Ainslie Henderson (1928-2016), Amerikaans epidemioloog
- Greg Henderson (1976), Nieuw-Zeelands wielrenner
- Hazel Henderson (1933-2022), Brits schrijfster
- Jeff Henderson (1989), Amerikaans atleet
- Lyn Alicia Henderson, Amerikaans actrice
- Michael Henderson (1951-2022), Amerikaans muzikant
- Monique Henderson (1983), Amerikaans atlete
- Scoot Henderson (2004), Amerikaans basketballer
- Stephen Henderson (1949), Amerikaans acteur
- Virginia Henderson (1897-1996), Amerikaans verpleegkundige
- Daniel Hendler (1976), Uruguayaans filmacteur
- Lauri Hendler (1965), Amerikaans actrice
- Benjamin Hendrickson (1950-2006), Amerikaans acteur
- Elizabeth Hendrickson (1979), Amerikaans actrice
- Mark Hendrickson (1998), Canadees freestyleskiër
- Sarah Hendrickson (1994), Amerikaans schansspringster
- Alex Hendrickx (1993), Nederlands acteur
- Alexander Hendrickx (1993), Belgisch hockeyer
- Ann Hendrickx (?), Belgisch actrice
- August Hendrickx (1846-1910), Belgisch schrijver en vertaler
- Dempsey Hendrickx (1987), Belgisch acteur en presentator
- Denis Hendrickx (1949), Nederlands norbertijn en abt
- Gaëtan Hendrickx (1995), Belgisch voetballer
- Harrie Hendrickx (?), Belgisch politicus
- Harry Hendrickx (1950), Belgisch advocaat en politicus
- Hay Hendrickx (1949), Nederlands voetballer
- Heidi Hendrickx (1952), Belgisch pianiste
- Jan Hendrikx (1917-1945), Nederlands verzetsstrijder
- Jan Hendrikx (1941-2024), Nederlands politicus
- Jan Hendrikx (1944-2021),  Nederlands politicus
- Jantje Hendrikx (1923-2009), Nederlands zanger en accordeonist
- Jonathan Hendrickx (1993), Belgisch voetballer
- Jorik Hendrickx (1992), Belgisch kunstschaatser
- Kristof Hendrickx (1979), Belgisch politicus
- Lander Hendrickx (1994), Belgisch zwemmer
- Leo Hendrickx (1943), Belgisch voetballer
- Loena Hendrickx (1999), Belgisch kunstschaatsster
- Maja Hendrickx (1978), Belgisch actrice
- Marc Hendrickx (1968), Belgisch advocaat en politicus
- Marcel Hendrickx (1920-1981), Belgisch acteur
- Marcel Hendrickx (1925-2008), Belgisch wielrenner
- Marcel Hendrickx (1935-2020), Belgisch politicus
- Marie-Louise Hendrickx (1921), Belgisch sopraan
- Monic Hendrickx (1966), Nederlands actrice
- Norma Hendrickx (1947), Belgisch zangeres, bekend onder het pseudonien Norma Hendy
- Paul Hendrickx (1906-1969), Belgisch politicus
- Ruud Hendrickx (1964), Belgisch taalkundige
- Sofie Hendrickx (1986), Belgisch basketbalspeelster
- Wiel Hendrickx (1908-1984), Nederlands ruiter
- Wilfried Hendrickx (1947), Belgisch journalist
- Wouter Hendrickx (1975), Belgisch acteur
- Truus Hendrickx-Vlaar (1946), Nederlands politica
- Hendrik I "de Vogelaar" (ca. 876-936), koning van Duitsland (919-936)
- Hendrik I van Anhalt (ca. 1170-1252), graaf van Anhalt (1212-1244)
- Hendrik I van Baden-Hachberg (?-1231), markgraaf van Baden-Hachberg (1212-1231)
- Hendrik I van Bar (ca. 1158-1190), graaf van Bar (1170-1190)
- Hendrik I van Berg (ca. 1073-1122), graaf van Berg
- Hendrik I van Bergen op Zoom (ca. 1315-?), Nederlands edelman = Hendrik VII van Boutersem
- Hendrik I van Borselen (1336–1401), Nederlands edelman
- Hendrik I "de Krijgshaftige" van Brabant (ca. 1165-1235), hertog van Brabant (1190-1235) en hertog van Neder-Lotharingen (1190-1235)
- Hendrik I van Brandenburg (1256-1318), markgraaf van Brandenburg (1266-1318)
- Hendrik I "de Wonderwaardige" van Brunswijk-Grubenhagen (1267-1322), hertog van Brunswijk-Grubenhagen (1291-1322)
- Hendrik I "de Middelste" van Brunswijk-Lüneburg (1468-1532), hertog van Brunswijk-Lüneburg (1478-1520)
- Hendrik I "de Oude" van Brunswijk-Wolfenbüttel (1463-1514), hertog van Brunswijk-Wolfenbüttel (1495-1514)
- Hendrik I van Castilië (1204-1217), koning van Castilië (1214-1217)
- Hendrik I "de Vrijgevige" van Champagne (1126-1181), graaf van Champagne (1152-1181)
- Hendrik I "de Dikke" van Cyprus (1217-1253), koning van Cyprus (1218-1253)
- Hendrik I van Dauphiné de Vienne (1296-1329), prins-bisschop van Passau (1317-1319) en prins-bisschop van Metz (1319-1325)
- Hendrik I van Engeland (ca. 1068-1135), koning van Engeland (1100-1135)
- Hendrik I van Falkenberg (ca. 1345-1382), hertog van Falkenberg (1365-1382)
- Hendrik I van Frankrijk (1008-1060), koning van Frankrijk (1031-1060)
- Hendrik I van Gelre (1117-1182) graaf van Gelre (1133-1182)
- Hendrik I van Haïti (1767-1820), koning van Haïti (1811-1820)
- Hendrik I van Gronsveld (ca. 1296-ca. 1350), Nederlands edelman
- Hendrik I van Guise (1550-1588), hertog van Guise (1563-1588)
- Hendrik I "het Kind" van Hessen (1244-1308), landgraaf van Hessen (1263-1308)
- Hendrik I van Holstein-Rendsburg (ca. 1258-1304), graaf van Holstein-Rendsburg (1290-1304)
- Hendrik I van Jauer (ca. 1294-1346), hertog van Jauer (1301-1346)
- Hendrik I van Jeruzalem (1166-1197), koning van Jeruzalem (1192-1197), als Hendrik II graaf van Champagne (1181-1197)
- Hendrik I van Leuven (?-1038), graaf van Leuven (1015-1038)
- Hendrik I van Limburg (1059-1118), hertog van Limburg (1078-1118) en hertog van Neder-Lotharingen (1101-1106)
- Hendrik I van Luxemburg (964-1026), graaf van Luxemburg (998-1026), als Hendrik V hertog van Beieren (1004-1009 en 1018-1026)
- Hendrik I van Luxemburg (1955), groothertog van Luxemburg (sinds 2000)
- Hendrik I van Longueville (1568-1595), hertog van Longueville (1573-1595)
- Hendrik I van Lotharingen († 1061), paltsgraaf van Lotharingen (1045-1060)
- Hendrik I van Merode (1505-1564), Nederlands edelman
- Hendrik I van Mierlo (ca. 1195-ca. 1256), Nederlands edelman
- Hendrik I van Montfoort († 1299), Nederlands edelman
- Hendrik I "de Blinde" van Namen (1112-1196), graaf van Namen (1139-1190), als Hendrik IV graaf van Luxemburg (1136-1196)
- Hendrik I van Nassau († 1167), graaf van Nassau (1160–1167)
- Hendrik I van Nassau-Beilstein (ca. 1307-1378), graaf van Nassau-Beilstein (1343-1378)
- Hendrik I van Nassau-Siegen (ca. 1270-1343), graaf van Nassau-Siegen (1303-1343)
- Hendrik I van Navarra (ca. 1244-1274), koning van Navarra en (als Hendrik III) graaf van Champagne en Brie (1270-1274)
- Hendrik I "de Sterke" van Oostenrijk (?-1018), markgraaf van Oostenrijk (994-1018)
- Hendrik I van Polen (ca. 1165-1238), hertog van Silezië (1201-1238), groothertog van Polen (1232-1238)
- Hendrik I van Portugal (1512-1580), koning van Portugal (1578-1580)
- Hendrik I van Rodez (ca. 1175-1221), Frans edelman
- Hendrik I van Saksen (ca. 876-936), hertog van Saksen (912-936) = rooms-koning Hendrik I "de Vogelaar"
- Hendrik I van Savoye-Nemours (1572-1632), hertog van Genève en Nemours (1595-1632) en hertog van Aumale (1618-1632)
- Hendrik I "de Zwarte" van Schwerin (ca. 1155-1228), graaf van Schwerin (1194-1228)
- Hendrik I van Sicilië (1211-1242), koning van Sicilië (1212-1235), als Hendrik II hertog van Zwaben (1217-1235) = rooms-koning Hendrik VII
- Hendrik I van Tirol (?-1190), graaf van Tirol (1180-1190)
- Hendrik I van Trier († 964), aartsbisschop van Trier (956-964)
- Hendrik I van Vaudémont (1232-1278), graaf van Vaudémont (1244-1278)
- Hendrik I van Verdun († 1091), prins-bisschop van Luik (1071-1091)
- Hendrik I van Vianden (1210-1252), graaf van Vianden (1220-1252)
- Hendrik I van Vianden (?-1267), bisschop van Utrecht (1250-1267)
- Hendrik I van Wittem (1375-1444), Nederlands edelman
- Hendrik I van Zwaben (1017-1056), hertog van Zwaben (1038-1045) = keizer Hendrik III
- Hendrik II "de Heilige" (973 of 978-1024), koning van Duitsland (1002-1024), koning van Italië (1004-1024) en Duits keizer (1014-1024)
- Hendrik II van Augsburg († 1063), bisschop van Augsburg (1047 tot 1063)
- Hendrik II "de Vette" van Anhalt (1215-1266), vorst van Anhalt (1244-1259) en vorst van Anhalt-Aschersleben (1259-1266)
- Hendrik II van Baden-Hachberg († ca. 1297/98), markgraaf van Baden-Hachberg (1231-1289)
- Hendrik II van Bar (ca. 1190-1239), graaf van Bar (1214-1239)
- Hendrik II van Beieren (1487-1552), bisschop van Utrecht (1524-1529), bisschop van Worms (1523-1552) en van Freising (1541-1552)
- Hendrik II van Borculo († 1236), Nederlands edelman
- Hendrik II van Borselen (ca. 1404-1474), Nederlands edelman
- Hendrik II van Bourbon-Condé (1588-1646), prins van Condé (1588-1646)
- Hendrik II "de Edelmoedige" van Brabant (1207-1248), hertog van Brabant (1235-1248)
- Hendrik II "de Jonge" van Brandenburg (ca. 1308-1320), markgraaf van Brandenburg (1318-1320)
- Hendrik II "de Grote Geus" van Brederode (1531-1568), Nederlands edelman
- Hendrik II van Bremen (1440-1496), aartsbisschop van Bremen (1463-1496) = Hendrik XXVII van Schwarzburg-Blankenburg
- Hendrik II "de Griek" van Brunswijk-Grubenhagen (ca. 1289-1351), hertog van Brunswijk-Grubenhagen (1322-1351)
- Hendrik II "de Jongere" van Brunswijk-Wolfenbüttel (1489-1568), hertog van Brunswijk-Wolfenbüttel (1514-1568)
- Hendrik II van Castilië (1333-1379), koning van Castilië en León (1369-1379)
- Hendrik II "de Jonge" van Champagne (1166-1197), graaf van Champagne (1181-1197) = Hendrik I van Jeruzalem
- Hendrik II van Cyprus (1271-1324), koning van Cyprus (1285-1306 en 1310-1324) en koning van Jeruzalem (1285-1291)
- Hendrik II van Engeland (1133-1189), koning van Engeland (1154-1189)
- Hendrik II van Finstingen († 1286), aartsbisschop van Trier (1260-1286)
- Hendrik II van Frankrijk (1519-1559), koning van Frankrijk (1547-1559)
- Hendrik II van Gemen (ca. 1296-1345), Nederlands edelman
- Hendrik II van Gorizia († 1149), graaf van Gorizia (1142-1149)
- Hendrik II van Gronsveld (ca. 1335-1404), Nederlands edelman
- Hendrik II "de IJzeren" van Hessen (ca. 1299-1376), landgraaf van Hessen (1328-1376)
- Hendrik II "de IJzeren" van Holstein-Rendsburg (ca. 1317-1384), graaf van Holstein-Rendsburg (1340-1384) en hertog van Sleeswijk (1375 -1384)
- Hendrik II van Istrië (ca. 1175-1228), markgraaf van Istrië en hertog van Stein (1204-1228)
- Hendrik II van Leuven (ca. 1020-1078), graaf van Leuven en Brussel (1054-1078)
- Hendrik II van Leyen († 1164), bisschop van Luik (1145-1164)
- Hendrik II van Limburg (ca. 1110-1167), hertog van Limburg (1139-1167) en graaf van Aarlen (1147-1167)
- Hendrik II van Longueville (1595-1663), hertog van Longueville (1595-1663)
- Hendrik II "de Goede" van Lotharingen (1563–1624), markgraaf van Pont-à-Mousson (1582–1624) en hertog van Lotharingen (1608–1624)
- Hendrik II van Luxemburg (990-1047), graaf van Luxemburg (1026-1047), als Hendrik VII hertog van Beieren (1042-1047)
- Hendrik II "de Leeuw" van Mecklenburg (1266-1329), vorst van Mecklenburg (1298-1329)
- Hendrik II van Mierlo († 1331/35), Nederlands edelman
- Hendrik II van Montfoort († 1333), Nederlands edelman
- Hendrik II van Münsterberg (ca. 1396-1420), hertog van Münsterberg (1410-1420)
- Hendrik II van Naaldwijk (ca. 1300-1349), Nederlands edelman
- Hendrik II van Namen (1212/1216-1229), markgraaf van Namen (1226-1229)
- Hendrik II "de Rijke" van Nassau (ca. 1180-vóór 1251), graaf van Nassau (1198–1247)
- Hendrik II van Nassau-Beilstein († 1412), graaf van Nassau-Beilstein (1374-1412)
- Hendrik II van Nassau-Siegen (1414-1451), graaf van Nassau-Siegen, Vianden en Diez (1442-1451)
- Hendrik II van Navarra (1503–1555), koning van Navarra (1517–1555)
- Hendrik II van Oostenrijk (1112-1177), paltsgraaf van de Rijn (1140-1141), markgraaf van Oostenrijk en hertog van Beieren (1141-1156) en hertog van Oostenrijk (1156-1177)
- Hendrik II "de Vrome" van Polen (ca. 1196-1241), groothertog van Polen (1238-1241)
- Hendrik II van Rodez (ca. 1236-1304), Frans edelman
- Hendrik II van Rohan (1579-1638), Frans edelman
- Hendrik II "de Trotse" van Saksen (ca. 1108-1139), hertog van Beieren (1126-1139), hertog van Saksen en markgraaf van Toscane (1137-1139) = Hendrik X "de Trotse" van Beieren
- Hendrik II van Saksen-Lauenburg (1550-1585), bisschop van Osnabrück (1574-1585) = Hendrik III van Saksen-Lauenburg
- Hendrik II van Savoye-Nemours (1625-1659), aartsbisschop van Reims (1651-1657) en hertog van Genève, Nemours en Aumale (1652-1659)
- Hendrik II van Schweidnitz (ca. 1316-1345), hertog van Schweidnitz (1326-1345)
- Hendrik II van Schwerin († ca. 1267), graaf van Schwerin (1246-1267)
- Hendrik II van Vaudémont (1255-1299), graaf van Vaudémont (1279-1299)
- Hendrik II van Vianden († 1337), graaf van Vianden (1315/16-1337)
- Hendrik II van Ville-sur-Illon († 1436), prins-bisschop van Toul (1409-1436)
- Hendrik II van Virneburg (ca. 1244-1332), aartsbisschop van Keulen (1304-1332)
- Hendrik II van Wisch (1350-1387), Nederlands edelman
- Hendrik II van Wittem (1419-1456), Nederlands edelman
- Hendrik II van Zwaben (1211-1242), als Hendrik I koning van Sicilië (1212-1235), hertog van Zwaben (1217-1235) = rooms-koning Hendrik VII
- Hendrik III (1017-1056), koning van Duitsland (1028-1056), koning van Bourgondië (1039-1056), koning van Italië (1039-1056) en Duits keizer (1046-1024)
- Hendrik III Corsselaar (1440-1515), Nederlands edelman
- Hendrik III Julius van Bourbon-Condé (1643-1709), prins van Condé (1686-1709)
- Hendrik III van Anhalt († 1307), vorst van Anhalt-Aschersleben (1266-1283)
- Hendrik III van Baden-Hachberg († 1330), markgraaf van Baden-Hachberg (1290-1330)
- Hendrik III van Bar (1247/50-1302), graaf van Bar (1291-1302)
- Hendrik III van Borculo (1233-1288), Nederlands edelman
- Hendrik III "de Zachtmoedige" van Brabant (ca. 1231–1261), hertog van Brabant (1248-1261)
- Hendrik III van Brederode (1638-1657), Nederlands edelman
- Hendrik III van Brunswijk-Grubenhagen (ca. 1416-1464), hertog van Brunswijk-Grubenhagen (1427-1464)
- Hendrik III van "de Milde" Brunswijk-Lüneburg († 1416), hertog van Brunswijk-Lüneburg (1373-1416)
- Hendrik III van Castilië (1379-1406), koning van Castilië en León (1390-1406)
- Hendrik III van Champagne (ca. 1244-1274), graaf van Champagne en Brie (1270-1274) = Hendrik I van Navarra
- Hendrik III van Cuijk (1200-1250), Nederlands edelman
- Hendrik (III) "de Jongere" van Engeland (1155-1183), titulair koning van Engeland (1170-1183)
- Hendrik III van Engeland (1207-1272), koning van Engeland (1216-1272)
- Hendrik III van Eppenstein (ca. 1050-1122), hertog van Karinthië en markgraaf van Verona (1090-1122)
- Hendrik III van Frankrijk (1551-1589), koning van Frankrijk (1574-1589)
- Hendrik III van Gelre († 1285), bisschop van Luik (1247-1274)
- Hendrik III van Gemen (1351-1424), Nederlands edelman
- Hendrik III van Glogau (ca. 1251/60-1309), hertog van Glogau (1274-1309), Ścinawa (1289-1309), Żagań (1304-1309), Groot-Polen (1305-1309), Posen (1305-1309) en Kalisz (1305-1309)
- Hendrik III van Gorizia (1263-1323), graaf van Gorizia (1304-1323)
- Hendrik III van Gronsveld (1368-?), Nederlands edelman
- Hendrik III "de Rijke" van Hessen (1440-1483), landgraaf van Opper-Hessen (1458-1483)
- Hendrik III van Holstein-Rendsburg (1397-1427), graaf van Holstein en hertog van Sleeswijk (1404-1427)
- Hendrik III van Leuven († 1095), graaf van Leuven en Brussel (1078-1095)
- Hendrik III van Limburg (ca. 1131-1221), hertog van Limburg (1167-1221)
- Hendrik III van Luxemburg (1070-1096), graaf van Luxemburg (1086-1096)
- Hendrik III "de Ophanger" van Mecklenburg (ca. 1337-1383), hertog van Mecklenburg (1379-1383)
- Hendrik III "de Illustere" van Meißen (ca. 1215-1288), markgraaf van Meißen (1221-1288) en landgraaf van Thüringen (1247-1265)
- Hendrik III van Montfoort (ca. 1350-1402), Nederlands edelman
- Hendrik III van Münster (1440-1496), bisschop van Münster (1465-1496) = Hendrik XXVII van Schwarzburg-Blankenburg
- Hendrik III van Naaldwijk (1367-1419 of 1427), Nederlands edelman
- Hendrik III van Nassau-Beilstein († 1477), graaf van Nassau-Beilstein (1425-1477)
- Hendrik III van Nassau-Breda (1483-1538), heer van Breda, de Lek enz. (1504-1538), stadhouder van Holland en Zeeland (1515-1521)
- Hendrik III van Navarra (1553-1610), koning van Navarra (1572-1610) = Hendrik IV van Frankrijk
- Hendrik III "de Leeuw" van Saksen (1129-1195), hertog van Saksen (1142-1180) en als Hendrik XII hertog van Beieren (1156-1180)
- Hendrik III van Saksen-Lauenburg (1550-1585), aartsbisschop van Bremen (1567-1585), bisschop van Osnabrück (als Hendrik II 1574-1585) en bisschop van Paderborn (als Hendrik IV 1577-1585)
- Hendrik III van Schwerin († 1344), graaf van Schwerin-Neustadt en Marnitz (1307-1344)
- Hendrik III "de Witte" van Silezië (ca. 1227/30-1266), hertog van Silezië-Breslau (1248-1266)
- Hendrik III van Vaudémont († 1348), graaf van Vaudémont (1299-1348)
- Hendrik III van Virneburg (ca. 1295-1353), aartsbisschop van Mainz (1328/37-1346/53)
- Hendrik III van Wisch (1390-1448), Nederlands edelman
- Hendrik IV (1050-1106), koning van Duitsland (1054-1105) en Duits keizer (1084-1105)
- Hendrik IV Corsselaar († 1554), Nederlands edelman
- Hendrik IV van Anhalt-Bernburg († 1374), vorst van Anhalt-Bernburg (1354-1374)
- Hendrik IV van Baden-Hachberg († 1369), markgraaf van Baden-Hachberg (1330-1369)
- Hendrik IV van Bar (ca. 1315/20-1344), graaf van Bar (1336-1344)
- Hendrik IV van Beieren (973 of 978-1024), hertog van Beieren (995-1004 en 1009-1017) = keizer Hendrik II "de Heilige"
- Hendrik IV van Brabant (1251-na 1272), hertog van Brabant (1261-1267)
- Hendrik IV van Brunswijk-Grubenhagen (ca. 1460-1526), hertog van Brunswijk-Grubenhagen (1464-1526)
- Hendrik IV "de Vredelievende" van Brunswijk-Lüneburg (1411-1473), hertog van Brunswijk-Lüneburg (1416-1473) en hertog van Brunswijk-Wolfenbüttel (1428-1473)
- Hendrik IV van Castilië (1425-1474), koning van Castilië en León (1454-1474)
- Hendrik IV van Engeland (1367-1413), koning van Engeland (1399-1413)
- Hendrik IV van Frankrijk (1553-1610), koning van Navarra (1572-1610) en koning van Frankrijk (1589-1610)
- Hendrik IV van Gemen (1418-1492), Nederlands edelman
- Hendrik IV van Karinthië (ca. 1065-1123), hertog van Karinthië en markgraaf van Verona (1122-1123)
- Hendrik IV van Limburg (ca. 1200-1247), graaf van Berg (1225-1246) en hertog van Limburg (1226-1247)
- Hendrik IV "de Blinde" van Luxemburg (1112-1196), graaf van Luxemburg (1136-1196) = Hendrik I "de Blinde" van Namen
- Hendrik IV "de Vette" van Mecklenburg (ca. 1417-1477), hertog van Mecklenburg (1422-1477)
- Hendrik IV van Montfoort (1414-1459), Nederlands edelman
- Hendrik IV van Naaldwijk (ca. 1430-1496), Nederlands edelman
- Hendrik IV van Nassau-Beilstein (1449-1499), graaf van Nassau-Beilstein (1473-1499)
- Hendrik IV "de Rechtvaardige" van Polen (1257-1290), hertog van Breslau (1266-1290) en groothertog van Polen (1288-1290)
- Hendrik IV "de Trouwe" van Sagan (ca. 1292-1342), hertog van Sagan (1309-1342) en hertog van Glogau (1318-1321)
- Hendrik IV "de Vrome" van Saksen (1473-1541), erfpotestaat van Friesland (1500-1504) en hertog van Saksen (1539-1541)
- Hendrik IV van Saksen-Lauenburg (1550-1585), bisschop van Paderborn (1577-1585) = Hendrik III van Saksen-Lauenburg
- Hendrik IV van Waldeck (ca. 1282/90-1348), graaf van Waldeck (1305-1344)
- Hendrik V (1081 of 1086-1125), koning van Duitsland (1098-1125) en Duits keizer (1111-1125)
- Hendrik (V) (1820-1883), sinds 1844 pretendent naar de Franse troon
- Hendrik V van Beieren (964-1026), hertog van Beieren (1004-1009 en 1018-1026) = Hendrik I van Luxemburg
- Hendrik V "de Oudere" van Brunswijk (ca. 1173-1227), paltsgraaf aan de Rijn (1195-1212)
- Hendrik V van Engeland (1387-1422), koning van Engeland (1413-1422)
- Hendrik V van Gorizia († 1362), graaf van Gorizia (1338-1362)
- Hendrik V van Karinthië († 1161), hertog van Karinthië (1144-1161) en markgraaf van Verona (1144-1151)
- Hendrik V "de Blonde" van Luxemburg (1221-1281), graaf van Luxemburg (1247-1281) en graaf van Namen (1256-1263)
- Hendrik V van Mecklenburg (1479-1552), hertog van Mecklenburg (1503-1520) en hertog van Mecklenburg-Schwerin (1520-1552)
- Hendrik V van Montfoort (1512-1555), Nederlands edelman
- Hendrik V "de IJzeren" van Sagan (ca. 1319-1369), hertog van Sagan (1342-1369), hertog van Glogau (1349-1369) en hertog van Steinau (1363-1369)
- Hendrik V van Schoten (1252-1268/9), Nederlands edelman
- Hendrik V "de Dikke" van Silezië (ca. 1248-1296), hertog van Jauer (1274-1278), hertog van Liegnitz (1278-1296) en hertog van Breslau (1290-1296)
- Hendrik V van Vaudémont (1327-1365), heer van Joinville (1343-1365) en graaf van Vaudémont (1348-1365)
- Hendrik V van Wisch, Nederlands edelman
- Hendrik VI (1165-1197), koning van Duitsland (1169-1197), Duits keizer (1191-1197) en koning van Sicilië (1194-1197)
- Hendrik VI van Beieren (1017-1056), hertog van Beieren (1027-1042 en 1047-1049) = keizer Hendrik III
- Hendrik VI "de Jongere" van Brunswijk (ca. 1196-1214), paltsgraaf aan de Rijn (1212-1214)
- Hendrik VI van Engeland (1421-1471), koning van Engeland (1422-1461 en 1470-1471)
- Hendrik VI van Gorizia (1376-1454), graaf van Gorizia (1385-1454)
- Hendrik VI van Luxemburg (1252-1288), graaf van Luxemburg (1281-1288)
- Hendrik VI "de Oude" van Sagan (ca. 1345-1393), hertog van Sagan (1369-1393)
- Hendrik VI "de Goede" van Silezië (1294-1335), hertog van Breslau (1296-1335), Liegnitz en Brieg (1296-1311)
- Hendrik VII (1211-1242), als Hendrik I koning van Sicilië (1212-1235), als Hendrik II hertog van Zwaben (1217-1235), en koning van Duitsland (1222-1235)
- Hendrik VII (1275-1313), graaf van Luxemburg (1288-1310), koning van Duitsland (1308-1313), koning van Italië (1311-1313) en Duits keizer (1312-1313)
- Hendrik VII van Beieren (990-1047), hertog van Beieren (1042-1047) = Hendrik II van Luxemburg
- Hendrik VII van Boutersem (ca. 1315-?), Nederlands edelman
- Hendrik VII "met de Schram" van Brieg (ca. 1344-1399), hertog van Brieg (1398-1399)
- Hendrik VII van Engeland (1457-1509), koning van Engeland (1485-1509)
- Hendrik VII van Luxemburg (1275-1313), graaf van Luxemburg (1288-1310) = keizer Hendrik VII
- Hendrik VII Reuss (1825-1906), Duits diplomaat
- Hendrik VII "de Middelste" van Sagan (ca. 1350-1395), hertog van Sagan (1369-1378) en hertog van Glogau (1369-1395)
- Hendrik VII van Waldeck-Waldeck († 1442), graaf van Waldeck-Waldeck (1397-1442)
- Hendrik VIII van Beieren  (1050-1106), hertog van Beieren (1053-1054 en 1077-1095) = keizer Hendrik IV
- Hendrik VIII van Engeland (1491-1547), koning van Engeland (1509-1547)
- Hendrik IX "de Zwarte" van Beieren (ca. 1075-1126), hertog van Beieren (1120-1126)
- Hendrik X "de Trotse" van Beieren (ca. 1108-1139), hertog van Beieren (1126-1139), als Hendrik II hertog van Saksen en markgraaf van Toscane (1137-1139)
- Hendrik XI van Beieren (1112-1177), hertog van Beieren (1141-1156) = Hendrik II van Oostenrijk
- Hendrik XII "de Leeuw" van Beieren (1129-1195), hertog van Beieren (1156-1180) = Hendrik III "de Leeuw" van Saksen
- Hendrik XIII van Beieren (1235-1290), hertog van Beieren (1253-1255) en hertog van Neder-Beieren (1255-1290)
- Hendrik XIV van Beieren (1305-1339), hertog van Neder-Beieren (1310-1339)
- Hendrik XV van Beieren (1312-1333), hertog van Neder-Beieren (1312-1333)
- Hendrik XVI van Beieren (1386-1450), hertog van Beieren-Landshut (1393-1450) en hertog van Beieren-Ingolstadt (1447-1450)
- Hendrik XXVII van Schwarzburg-Blankenburg (1440-1496), als Hendrik II aartsbisschop van Bremen (1463-1496) en als Hendrik III bisschop van Münster (1465-1496)
- Hendrik de Leeuw (1129/1130-1195), hertog van Saksen (als Hendrik III), hertog van Beieren (als Hendrik XII) en markgraaf van Brunswijk
- Hendrik van Mecklenburg-Schwerin (1876-1934), Duits-Nederlands prins-gemaal van koningin Wilhelmina
- Hendrik van Nassau-Dillenburg (1550-1574), Duits-Nederlands veldheer
- Hendrik van Nassau-Dillenburg (1641-1701), vorst van Nassau-Dillenburg (1662-1701)
- Hendrik van Nassau-Hadamar († vóór 1369), graaf van Nassau-Hadamar (1364/65 - vóór 1369)
- Hendrik van Nassau-Ouwerkerk (1640–1708), Nederlands veldmaarschalk
- Hendrik van Nassau-Saarbrücken (1768-1797), erfprins van Nassau-Saarbrücken
- Hendrik van Nassau-Siegen (1611-1652), gouverneur van Hulst
- Hendrik der Nederlanden (1820-1879), prins der Nederlanden, sinds 1850 stadhouder van Luxemburg
- Hendrik "de Oudere" van Plauen (1370-1429), grootmeester van de Duitse Orde (1410-1413)
- Hendrik Casimir I van Nassau-Diez (1612-1640), graaf van Nassau-Diez en stadhouder van Friesland, Groningen en Drenthe (1632-1640)
- Hendrik Casimir II van Nassau-Diez (1657-1696), vorst van Nassau-Diez en stadhouder van Friesland en Groningen (1664-1696)
- Hendrik Raspe IV (1204-1247), landgraaf van Thüringen (1241-1247) en tegen-koning van Duitsland (1246-1247)
- Ben Hendriks (1946), Nederlands voetballer
- Bertus Hendriks (1942), Nederlands journalist en vredesactivist
- Fons Hendriks (1986), Nederlands verslaggever en presentator
- Maurits Hendriks (1961), Nederlands hockeycoach
- Sam Hendriks (1995), Nederlands voetballer
- Wim Hendriks (1922-2003), Nederlands politicus
- Wybrand Hendriks (1744-1831), Nederlands kunstschilder
- Klaas Hendrikse (1947), Nederlands predikant en atheïst
- Leo Hendrikx (1923-2023), Nederlands Engelandvaarder
- Jimi Hendrix (1942-1970), Amerikaans gitarist
- Leslie Hendrix (1960), Amerikaans actrice
- Robin Hendrix (1995), Belgisch atleet
- Stephen Hendry (1969), Schots snookerspeler
- Michiel Hendryckx (1951), Belgisch fotograaf
- Norma Hendy (1947), Belgisch zangeres; pseudonien van Norma Hendrickx
- Andrés Henestrosa Morales (1906-2008), Mexicaans taalkundige, politicus, dichter, essayist, schrijver en onderwijzer
- Cédric Hengbart (1980), Frans voetballer
- Fredrik Henge (1974), Zweeds golfer
- Éva Henger (1972), Hongaars-Italiaanse actrice
- Jan Hengeveld (1894-1961), Nederlands touwtrekker
- Sonja Henie (1912-1969), Noors kunstschaatsster
- Justine Henin (1982), Belgisch tennisster
- Maximiliaan van Hénin-Liétard (1542-1578), Zuid-Nederlands militair en politicus
- Mélanie Henique (1992), Frans zwemster
- Brad William Henke (1966-2022), Amerikaans acteur
- Heike Henkel (1964), Duits atlete
- Hubert-Jan Henket (1940), Nederlands architect
- Tim Henman (1974), Brits tennisser
- Christian Henn (1964), Duits wielrenner en ploegleider
- Preston Henn (1931-2017), Amerikaans ondernemer en autocoureur
- Monique Hennagan (1976), Amerikaans atlete
- Sandrine Hennart (1972), Belgisch atlete
- Marc Hennerici (1982), Duits autocoureur
- Dan Hennessey (1942-2024), Canadees acteur
- Daniel Henney (1979), Amerikaans acteur en model
- Katharina Hennig (1996), Duits langlaufster
- Megan Henning (1978), Amerikaans actrice
- Pam Henning (1917-2008), Nederlands cabaretier en actrice
- Sam Hennings (1950), Amerikaans acteur en auteur
- Wim Hennings (1905-1991), Nederlands atleet
- Agnes Henningsen (1868-1962), Deens schrijfster
- Poul Henningsen (1894-1967), Deens architect, ontwerper, schrijver en criticus
- Oskar Henningsson (1985), Zweeds golfer
- Truus Hennipman (1943-2024), Nederlands atlete
- Jeanine Hennis-Plasschaert (1973), Nederlands politica
- Maarten Hennis (1967), Nederlands cabaretier
- Victor Henny (1887-1941), Nederlands atleet
- Ella-June Henrard (1993), Vlaams actrice
- Charles Henri (1948-2014), Nederlands beeldhouwer en kunstschilder
- Florence Henri (1893-1982), Amerikaans-Frans fotografe
- Frans Henrichs (1922-1999), Nederlands sportverslaggever
- Dusty Henricksen (2003), Amerikaans snowboarder
- Henriëtte van Nassau-Weilburg (1780-1857), Duits prinses
- Henriette Charlotte van Nassau-Idstein (1693-1734), Duits prinses
- Niels Henriksen (1966), Deens roeier
- Tage Henriksen (1925), Deens roeier
- Jules Henriet (1918-1997), Belgisch voetballer
- Maurice Henrijean (1903-?), Belgisch atleet
- Émile Henriot (1885-1961), Frans scheikundige en natuurkundige
- Paulo Henrique Carneiro Filho (1989), Braziliaans voetballer
- Paulo Henrique Chagas de Lima (1989), Braziliaans voetballer
- Inês Henriques (1980), Portugees atlete
- Samuel Henriquez de Granada (1873–1944), Surinaams bestuurder en politicus
- Florence Henrist (1993), Belgisch acrogymturnster
- Amandine Henry (1989), Frans voetbalster
- Buck Henry (1930-2020), Amerikaans acteur, filmregisseur, filmproducent en scenarioschrijver
- Chloé Henry (1987), Belgisch atlete
- Clarence 'Frogman' Henry (1937-2024), Amerikaans zanger
- Frank Henry (1909-1989), Amerikaans ruiter
- Gregg Henry (1952), Amerikaans acteur
- Jodie Henry (1983), Australisch zwemster
- John Raymond Henry (1943-2022), Amerikaans beeldhouwer
- Joseph Henry (1797-1878), Amerikaans natuurkundige
- Lenny Henry (1958), Brits acteur en komiek
- Paul Henry (1912-1989), Belgisch voetballer
- Philippe Henry (1971), Belgisch politicus
- Thierry Henry (1977), Frans voetballer
- Mat van Hensbergen (1938-2014), Nederlands cameraman en acteur
- Kurt Hensel (1861-1941), Duits wiskundige
- Abigail en Brittany Hensel (1990) Amerikaans tweehoofdige Siamese tweeling
- Jan Hensema (1944), Nederlands tekenaar
- Gerrit Hensens (1930-2022), Nederlands politicus
- Sjef Hensgens (1948-2024), Nederlands atleet
- Russ Henshaw (1990), Australisch freestyleskiër
- Maurice Hensmans (1926-2013), Belgisch politicus
- Brian Henson (1962), Amerikaans televisiemaker en poppenspeler
- Elden Henson (1977), Amerikaans acteur
- Gavin Henson (1982), Welsh rugbyspeler
- Jane Henson (1934-2013), Amerikaans poppenspeelster
- Jim Henson (1936-1990), Amerikaans televisiemaker en poppenspeler
- John Henson (1965-2014), Amerikaans poppenspeler
- Taraji P. Henson (1970), Amerikaans actrice
- Jessica Henwick (1992), Brits actrice
- Hans Werner Henze (1926-2012), Duits componist

## Hep

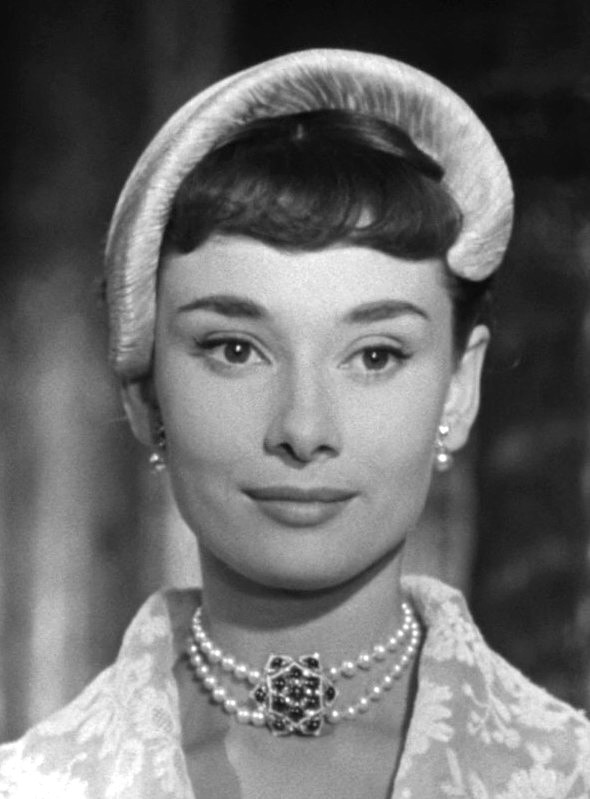
Audrey Hepburn

- Audrey Hepburn (1929-1993), Nederlands-Brits actrice
- Francis Hepburn (1779-1835), Brits majoor-generaal
- James Hepburn (circa 1535-1578), 4de graaf van Bothwell, Schots edelman en prins-gemaal
- John Hepburn (circa 1598-1636), Schots militair
- Katharine Hepburn (1907-2003), Amerikaans actrice
- Thomas Hepburn (circa 1795-1864), Brits mijnwerker en vakbondsleider
- Jeff Hephner (1975), Amerikaans acteur
- Jacob Hepkema (1845-1919), Nederlands journalist en uitgever
- Jens Heppner (1963), Duits wielrenner
- Uwe Heppner (1960), Oost-Duits roeier

## Her

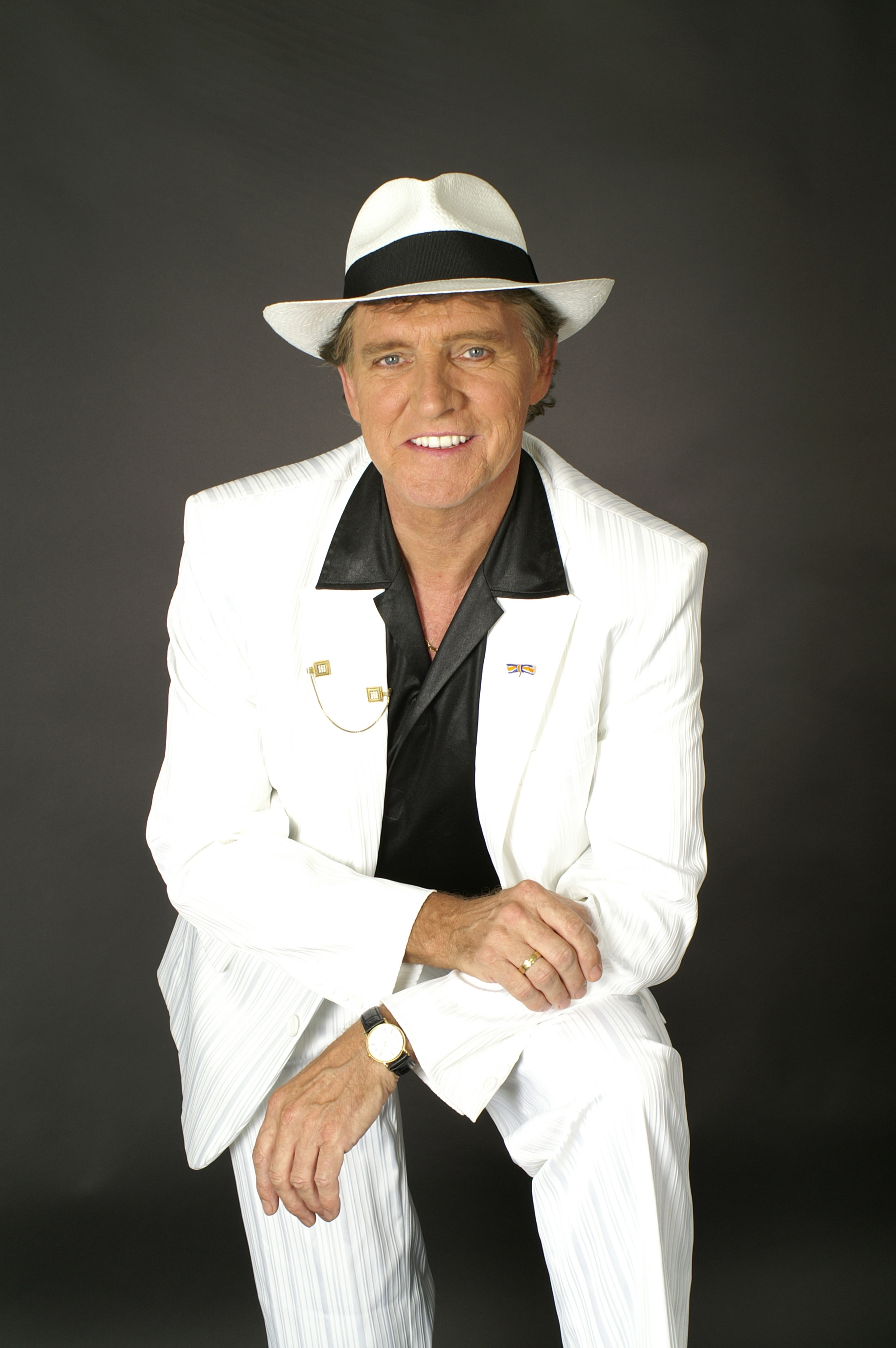
Jacques Herb, 2005

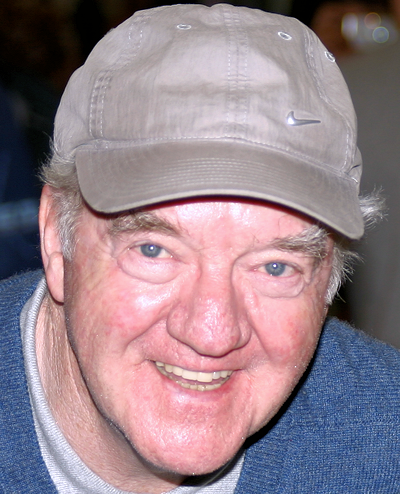
Richard Herd, 2005

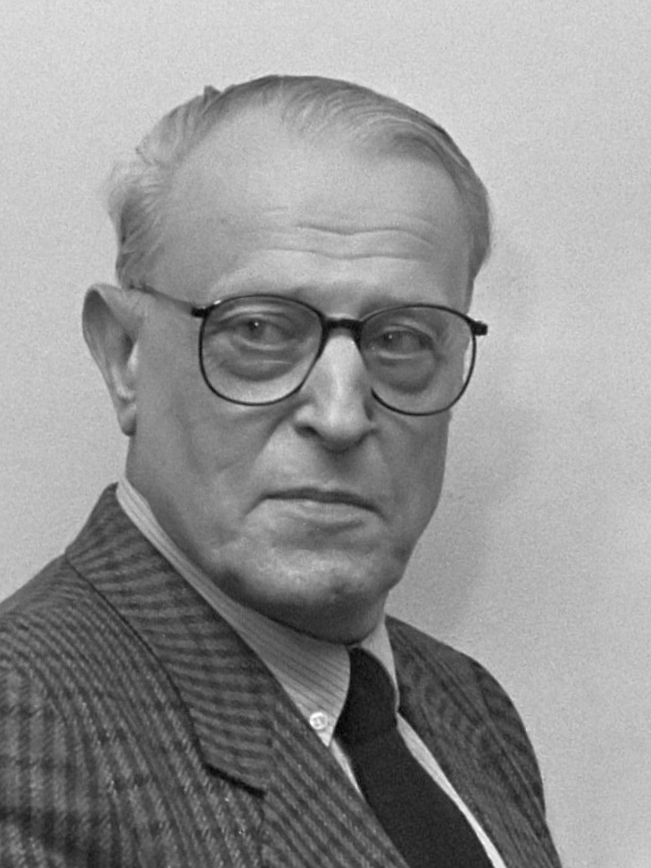
Willem Frederik Hermans, 1986

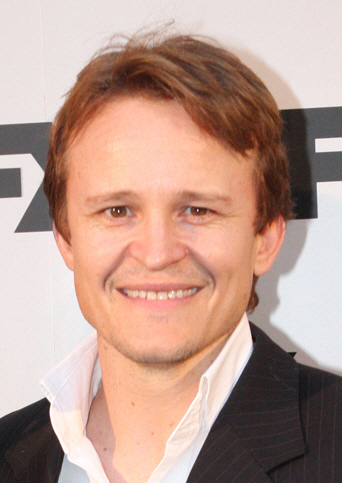
Damon Herriman, 2012

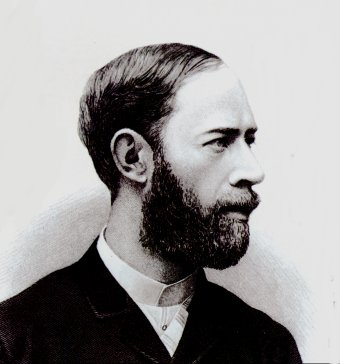
Heinrich Hertz

- Heraclitus (ca.540-ca.475 v.Chr.), Grieks filosoof
- Jacques Herb (1946), Nederlands zanger
- Mat Herben (1952), Nederlands ambtenaar, journalist en politicus
- Ben Herbergs (1947), Nederlands auteur en uitgever
- Katja Herbers (1980), Nederlands actrice
- Werner Herbers (1940-2023), Nederlands hoboïst en dirigent
- Frank Herbert (1920-1986), Amerikaans sciencefictionschrijver
- Garry Herbert (1969), Brits stuurman bij het roeien
- Johnny Herbert (1964), Brits coureur
- Marcel L'Herbier (1888-1979), Frans regisseur en scenarioschrijver
- Auguste Herbin (1882-1960), Frans kunstschilder
- Peter Herbolzheimer (1935-2010), Duits jazzmuzikant
- Jacques Herbrand (1908-1931), Frans wiskundige
- Freddy Herbrand (1944), Belgisch atleet
- Rebecca Herbst (1977), Amerikaans actrice
- Reinfried Herbst (1978), Oostenrijks alpineskiër
- Jean-Jacques Herbulot (1909-1997), Frans architect en zeiler
- Michael Herck (1988), Roemeens autocoureur
- Annelies Van Herck (1975), Belgisch nieuwsanker
- Antoon Herckenrath (1907-1977), Belgisch graficus
- Richard Herd (1932), Amerikaans acteur
- Jan Herder (1889-1978), Nederlands timmerman, politicus en publicist
- Claes-Göran Hederström (1945-2022)  Zweeds zanger
- Albert Heremans (1906-1997), Belgisch voetballer en voetbalcoach
- Corneille Heremans (1813-1899), Belgisch industrieel en politicus
- Inge Heremans (1971), Belgisch cartooniste en stripauteur, bekend onder het pseudoniem Ilah
- Jacob Heremans (1825-1884), Belgisch politicus, hoogleraar en bestuurder
- Jack Herer (1939-2010), Amerikaans auteur en activist
- Eveline Herfkens (1952), Nederlands politica
- Eric Herfst (1937-1985), Nederlands cabaretier
- Hergé (1907-1983), Belgisch stripauteur
- Þórir Hergeirsson (1964), IJslands-Noors handbalcoach
- François Hériau (1983), Frans autocoureur
- Fiona Hering (1965), Nederlands columniste, journaliste, publiciste en televisiepresentatrice
- Aritha van Herk (1954), Canadees schrijfster
- René Herla (1907-?), Belgisch atleet
- Eugènie Herlaar (1939-2024), Nederlands nieuwslezeres
- Herman van Nassau († vóór 1206), graaf van Nassau (1190–1192)
- Al Herman (1927-1960), Amerikaans autocoureur
- Bart Herman (1959), Belgisch zanger
- Benjamin Herman (1968), Nederlands jazzmusicus
- Fernand Herman (1932-2005), Belgisch politicus
- François Joseph Herman (1931-1963), Belgisch stripauteur
- Frans Herman (1927-1990), Belgisch atleet
- Harry Herman (1946-1979), Vlaams volkszanger
- Jerry Herman (1931), Amerikaans componist
- Keri Herman (1982), Amerikaans freestyleskiester
- Laurence Herman (1989), Belgisch golfspeelster
- Maurice Herman (1912-1997), Belgisch politicus
- Nikolaus Herman (ca. 1500-1561), Duits cantor, leraar en schrijver van geestelijke kerkliederen
- Robert Herman (1914-1997), Amerikaans natuurkundige
- Sergio Herman (1970), Nederlands kok
- Timothy Herman (1990), Belgisch atleet
- Woody Herman (1913-1987), Amerikaans jazzklarinettist, saxofonist, zanger en bigbandleider
- Lucienne Herman-Michielsens (1926-1995), Vlaams politica
- Heinz Hermann (1958), Zwitsers voetballer en voetbalcoach
- Judith Hermann (1970), Duits schrijfster
- Peter Hermann (1967), Amerikaans acteur
- Tina Hermann (1992), Duits skeletonracer
- Ernst Hermanns (1914-2000), Duits beeldhouwer
- Adry Hermans (1917-2007), Nederlands onderneemster
- Alain Hermans (1964), Belgisch voetballer
- An Hermans (1944), Belgisch hoogleraar, politica en bestuurster
- Anne Hermans (1978), Nederlands schrijfster, columniste en arts; pseudoniem van Suzanne Viveen
- August Hermans (1875-1936), Nederlands architect, beeldhouwer, glazenier en kunstschilder
- Ben Hermans (1986), Belgisch wielrenner
- Bert Hermans (1915-1999), Belgisch atleet
- Bert Hermans (1924-1999), Belgisch radiopresentator, ambtenaar en programmadirecteur
- Charles Hermans (1839-1924), Belgisch kunstschilder
- Charles Hermans (1932-2015), Nederlands jurist
- Cornelis Rudolphus Hermans (1805-1869), Nederlands historicus, letterkundige en archeoloog
- Dalilla Hermans (1986), Belgisch journaliste en schrijfster
- Dorine Hermans (1959), Nederlands historica, journaliste en schrijfster
- Edwin Hermans (1974), Nederlands voetballer en voetbalcoach
- Eugeen Hermans (1911-1992), Belgisch stripauteur, illustrator en cartoonist, bekend onder het pseudoniem Pink
- Felienne Hermans (1984), Nederlands informatica en docente
- Fernand Hermans (1911-2006), Belgisch politicus, advocaat en bestuurder
- Flor Hermans (1935-2017), Belgisch violist en beeldend kunstenaar
- Frank Hermans (1991), Nederlands schaatser
- Gerard Hermans (1910-1945), Nederlands politicus en verzetsstrijder
- Gerardus Hermans (1764-1841), Nederlands geestelijke
- Gustaaf Hermans (1951), Belgisch wielrenner
- Henri Hermans (1874-1949), Nederlands politicus
- Henri Hermans (1883-1947), Nederlands muziekpedagoog, organist en dirigent
- Hubert Hermans (1937), Nederlands psycholoog en hoogleraar
- Huub Hermans (1898-1978), Nederlands mijnwerker, politicus en vakbondsbestuurder
- Jac Hermans (1916-2007), Nederlands ondernemer
- Jacques Hermans (1945), Nederlands voetballer
- Jean Lambert Egidius Marie Hermans (1941-2014), Nederlands politicus
- Johan Hermans (ca. 1630-1667/1687), Zuid-Nederlands kunstschilder
- Jon Hermans (1954), Nederlands politica
- Jos Hermans (1930-2017) Nederlands beeldhouwer, kunstschilder en glazenier
- Jos Hermans (1949-2007), Nederlands boekwetenschapper, handschriftkundige en hoogleraar
- Joseph Hermans (?), Belgisch boogschutter
- Jozef Alfons Hermans (1895-1942), Belgisch politicus
- Julien Hermans (1933), Belgisch kunstschilder, tekenaar en beeldhouwer
- Leonard Hermans (1917-1998), Nederlands politicus
- Loek Hermans (1951), Nederlands politicus en bestuurder
- Louis Maximiliaan Hermans (1861-1943), Nederlands politicus en uitgever
- Margriet Hermans (1954), Belgisch zangeres, presentatrice en politica
- Mathieu Hermans (1963), Nederlands wielrenner
- Max Hermans (1974), Nederlands politicus
- Michiel Hermans (1986), Belgisch-Nederlands golfer
- Nico Hermans (1919-1988), Nederlands dirigent en componist
- Otto Hermans (1950), Nederlands tandarts en politicus
- Paul Hermans (1898-1972), Belgisch kunstschilder
- Paul Hermans (1929-2011), Belgisch advocaat en politicus
- Pierre Hermans (1953), Nederlands hockeyer
- René Hermans (1918-1947), Belgisch militair
- René Hermans (1965), Belgisch atleet
- Roger Hermans (1950), Belgisch voetballer
- Rune Hermans (1999), Belgisch gymnaste
- Ruud Hermans (1950), Nederlands zanger en radiopresentator
- Sebastian Hermans (1983), Belgisch voetballer
- Sophie Hermans (1981), Nederlands politica
- Toon Hermans (1916-2000), Nederlands cabaretier
- Toon Hermans  (?), Belgisch politicus
- Ward Hermans (1897-1992), Belgisch politicus, dichter, schrijver en Vlaams activist
- Wilhelmus Theodorus Hermans (1806-1881), Nederlands goud- en zilversmid en politicus
- Willem Hermans (1601-1683), Zuid-Nederlands orgelbouwer
- Willem Frederik Hermans (1921-1995), Nederlands auteur
- Eva Hermans-Kroot (1998-2024), Nederlands blogger
- Jon Hermans-Vloedbeld (1954), Nederlands politica
- Satrio Hermanto (1984), Indonesisch autocoureur
- Miroslaw Hermaszewski (1941-2022), Pools astronaut
- Jos Hermens (1950), Nederlands atleet en sportmanager
- Andreas Hermes (1878-1964), Duits politicus
- André Hermsen (1942), Nederlands waterpolospeler
- Frans Hermsen (1926-2005), Nederlands politicus
- Henk Hermsen (1937-2022), Nederlands waterpolospeler
- Joke J. Hermsen (1961), Nederlands schrijver en filosoof
- Wim Hermsen (1947), Nederlands astronoom en waterpolospeler
- Sergio Hernández (1983), Spaans autocoureur
- Maximiliano Hernández Martínez (1882-1966), Salvadoraans dictator
- Jeroen Hermkens (1960), Nederlands lithograaf
- Cor Hermus (1889-1953), Nederlands toneelacteur, -regisseur en -schrijver
- Guus Hermus (1918-2001), Nederlands acteur
- Abel Hernández (1990), Uruguayaans voetballer
- Adriano Hernandez (1870-1925), Filipijns generaal en politicus
- Amado Hernandez (1903-1970), Filipijns schrijver en vakbondsleider
- Jacqueline Hernandez (1992), Amerikaans snowboardster
- Javier Hernández (1988), Mexicaans voetballer
- Gregorio Hernandez jr. (1913-1957), Filipijns minister
- Marcial Hernandez (1974), Nederlands militair en politicus
- Óscar Hernández (1978), Spaans tennisser
- Rubén Darío Hernández (1965), Colombiaans voetballer
- Valeriano Hernandez (1858-1922), Filipijns schrijver
- Xavi Hernández (1980), Spaans voetballer
- Herodes I (37-4 v.Chr.), koning van Israël
- Herodes Antipas (4 v.Chr.-38 n.Chr.), vorst van Galilea en Perea
- Herodotus (5e eeuw v.Chr.), Grieks geschiedschrijver
- Ilkka Herola (1995), Fins noordse combinatieskiër
- Ted Herold (1942-2021), Duits schlagerzanger
- Paul Héroult (1863-1914), Frans wetenschapper en uitvinder
- Alemitu Heroye (1995), Ethiopisch atlete
- Hendrik Herp (omstreeks 1410-1477 of 1478), Nederlands mystiek schrijver
- Fred van Herpen (1943), Nederlands atleet
- Jan van Herpen (1920-2008), Nederlands radiomaker en publicist
- Michael Herr (1940-2016), Amerikaans schrijver en oorlogscorrespondent
- Camilla Herrem (1986), Noors handbalster
- Jan Herreman (1928-2014), Belgisch politicus
- Jules Herremans (??), Belgisch atleet
- Maureen Herremans (1996), Nederlands atlete
- Henk Herrenberg (1938-2024), Surinaams diplomaat en politicus
- Cristian Herrera (1991), Spaans voetballer
- Ernesto Herrera (1942-2015), Filipijns vakbondsleider en politicus
- José Carlos Herrera (1986), Mexicaans atleet
- José Oscar Herrera (1965), Uruguayaans voetballer
- Morena Herrera, Salvadoraans filosoof en mensenrechtenverdediger
- Philippe Herreweghe (1947), Belgisch dirigent
- Damon Herriman (1970), Australisch acteur, filmproducent, filmregisseur en scenarioschrijver
- Bernard Herrmann (1911-1975), Amerikaans filmcomponist
- Denise Herrmann (1988), Duits langlaufster
- Hajo Herrmann (1913-2010), Duits militair en advocaat
- Caroline Herschel (1750-1848), Duits-Brits astronome
- William Herschel (1738-1822), Duits-Brits astronoom, componist, organist en muziekleraar
- Kathleen Hersey (1990), Amerikaans zwemster
- Alfred Hershey (1908-1997), Amerikaans bacterioloog, geneticus en Nobelprijswinnaar
- Avram Hershko (1937), Israëlisch bioloog en Nobelprijswinnaar
- Daniel Hershkowitz (1953), Israëlisch wiskundige, rabbijn en politicus
- Youssouf Hersi (1982), Nederlands-Ethiopisch voetballer
- Walter Herssens (1930-1992), Belgisch atleet
- Sterre Herstel (1995), Nederlands actrice
- Bryan Herta (1970), Amerikaans autocoureur
- Colton Herta (2000), Amerikaans autocoureur
- Fedor den Hertog (1946-2011), Nederlands wielrenner
- Fons Hertog (ca.1948), Nederlands politicus
- Friso den Hertog (1946), Nederlands bedrijfskundige, organisatieadviseur en hoogleraar
- Ronald Hertog (1989), Nederlands paralympisch sporter
- Bertha Hertogh (1937-2009), Nederlandse vrouw wier adoptie in 1950 leidde tot etnische rellen in Singapore
- Marcel Hertogs (1945), Belgisch atleet
- Heinrich Hertz (1857-1894), Duits natuurkundige
- Noreena Hertz (1967), Joods-Brits econoom en activiste
- Rachel (Didi) Hertz-Roos (1923-1989), Nederlands verzetsstrijdster
- Eddie Hertzberger (1904-1993), Nederlands autocoureur en ondernemer
- James Barry Munnik Hertzog (1866-1942), Zuid-Afrikaans militair en politicus
- Ejnar Hertzsprung (1873-1967), Deens astronoom
- Hervé (1825-1892), Frans operettecomponist, zanger, acteur en dirigent
- Georg Herwegh (1817-1875), Duits dichter en revolutionair
- Manfred Herweh (1954), Duits motorcoureur
- Modeste Herwig (1963), Nederlands schrijver, tuinfotograaf en tuinontwerper
- Rob Herwig (1935-2022), Nederlands schrijver
- Carol van Herwijnen (1941-2008), Nederlands acteur
- Alice Herz-Sommer (1903-2014), Tsjechisch pianiste en Holocaustoverlevende
- Gerhard Herzberg (1904-1999), Duits-Canadees fysisch-chemicus en Nobelprijswinnaar
- Theodor Herzl (1860-1904), Joods-Oostenrijks journalist, publicist en oprichter van het zionisme
- Adriënne Herzog (1985), Nederlands atlete
- Chaim Herzog (1918-1997), president van Israël (1983-1993)

## Hes

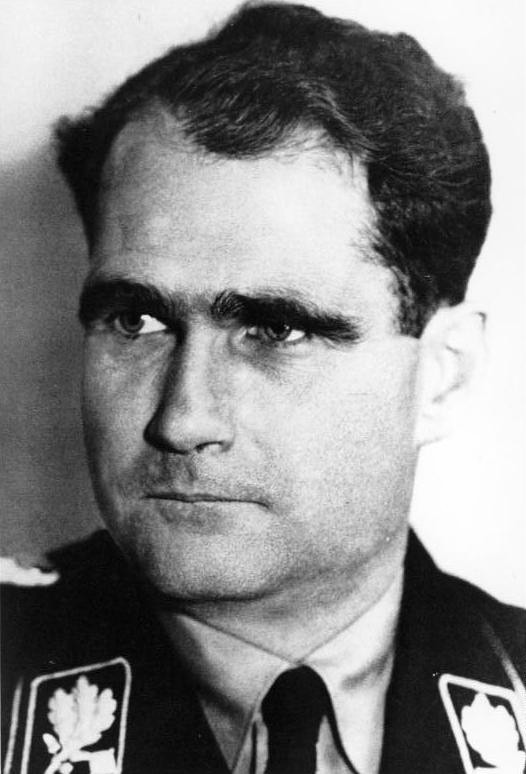
Rudolf Hess

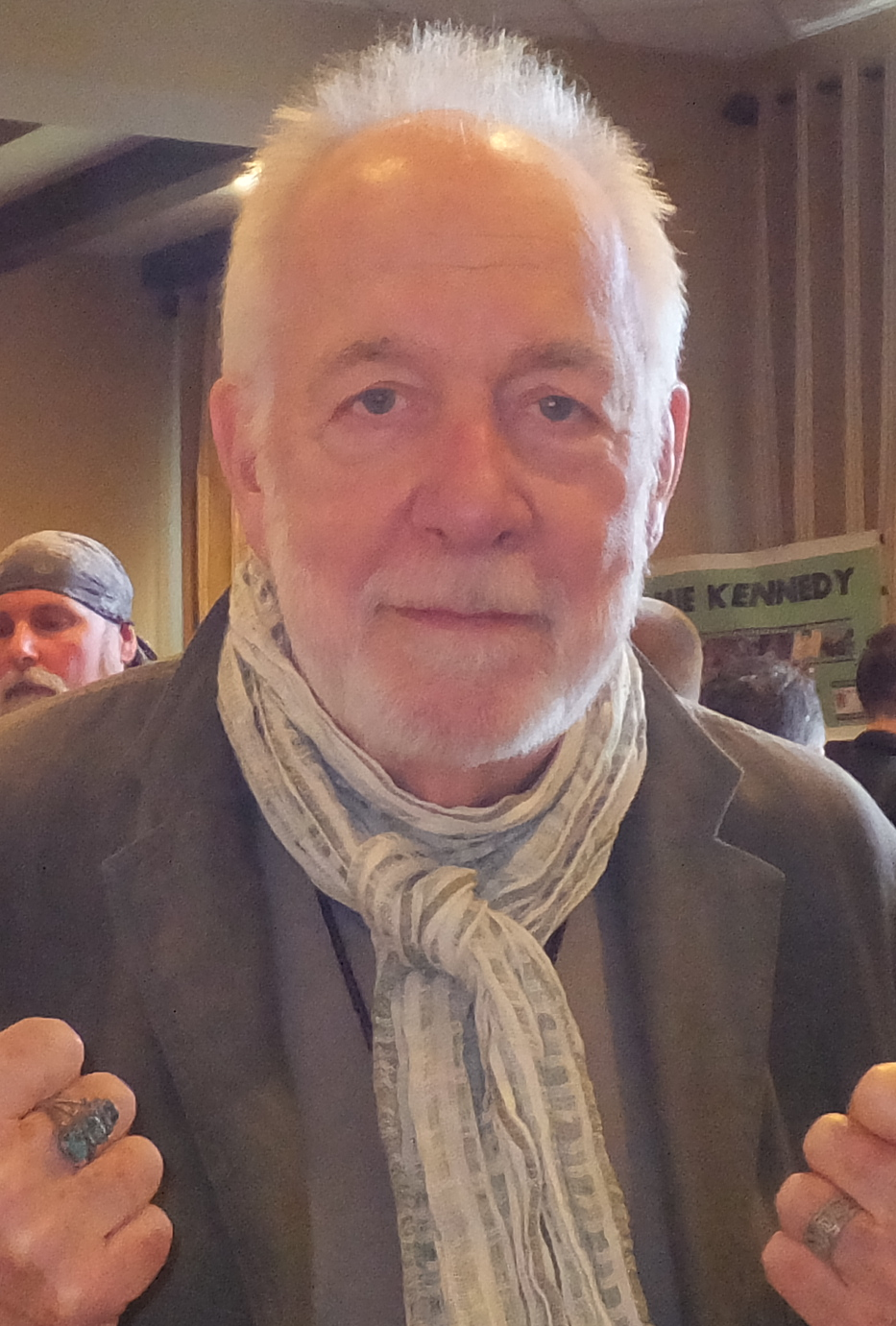
Howard Hesseman, 2014

- Kai van Hese (1989), Nederlands voetballer
- Ryder Hesjedal (1980), Canadees wielrenner
- Wam Heskes (1891-1973), Nederlands beeldend kunstenaar en acteur
- Jake Hesketh (1996), Engels voetballer
- Nina Hespel (2001), Belgisch atlete
- Peter Hespel (1961), Vlaams inspanningsfysioloog
- Germain Henri Hess (1802-1850), Russisch scheikundige
- Harry Hammond Hess (1906-1969), Amerikaans geoloog
- Hunter Hess (1998), Amerikaans freestyleskiër
- Rudolf Hess (1894-1987), Duits nazistisch politicus
- Victor Franz Hess (1883-1964), Oostenrijks-Amerikaans natuurkundige en Nobelprijswinnaar
- Walter Rudolf Hess (1881-1973), Zwitserse fysioloog en Nobelprijswinnaar
- Harm Hesse (1855-1944), Nederlands jurist
- Hermann Hesse (1877-1962), Duits-Zwitsers schrijver
- Fransje Hessel (1916-?), Nederlands zwemster
- Stéphane Frédéric Hessel (1917-2013), Frans diplomaat, ambassadeur en schrijver
- Martijn Hesselink (1968), Nederlands jurist
- Howard Hesseman (1940-2022), Amerikaans acteur
- Agnes van Hessen (?-1332), Duits landgravin
- Karl van Hessen (1937-2022), Duits aristocraat
- Elisabeth Juliana Francisca van Hessen-Homburg (1681-1707), vorstin van Nassau-Siegen
- Frederik van Hessen-Kassel (1747-1837), zoon van landgraaf Frederik II van Hessen-Kassel
- Elisabeth van Hessen-Marburg (1466-1523), Duits landgravin
- Victor Hessens (1869-1957), Belgisch vakbondsbestuurder en politicus
- Paul Hession (1983), Iers atleet
- Greg van Hest (1973), Nederlands atleet
- Jan van Hest (1968), Nederlands hoogleraar bio-organische chemie
- Carl Hester (1967), Brits ruiter
- Devin Hester (1982), Amerikaans footballspeler
- Paul Hester (1959-2005), Australisch drummer
- Charlton Heston (1923-2008), Amerikaans acteur en activist

## Het
- Përparim Hetemaj (1986), Fins voetballer
- Adri van Heteren (1951), Nederlands predikant en partijvoorzitter
- James Hetfield (1963), Amerikaans zanger en slaggitarist (Metallica)
- Yassine Hethat (1991), Algerijns atleet
- David van Hetten (1986), Nederlands atleet
- Eeltsje Hettinga (1955), Nederlands-Fries dichter, schrijver en vertaler
- Tsjêbbe Hettinga (1949-2013), Nederlands-Fries dichter, schrijver en vertaler

## Heu

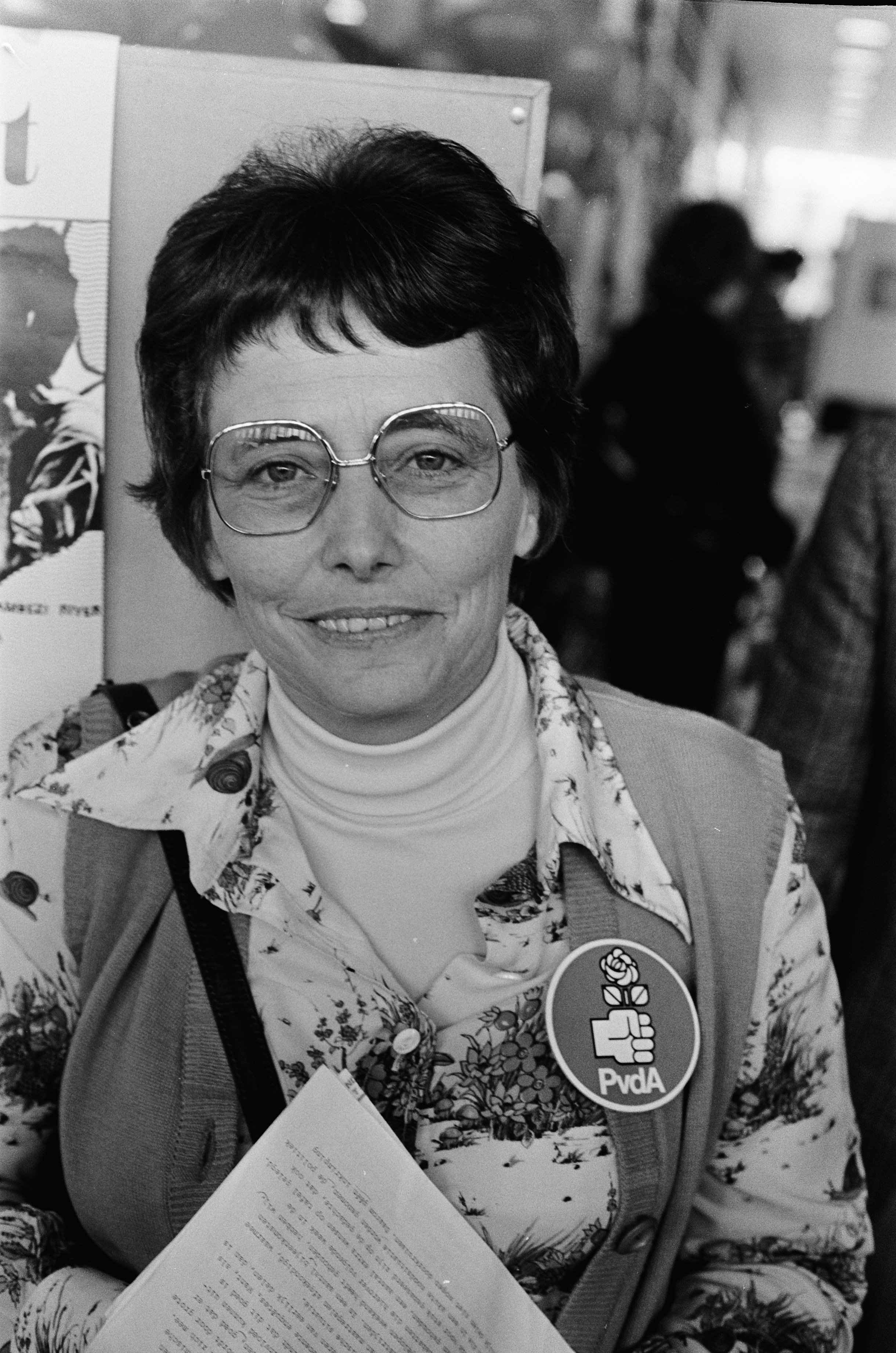
Ien van den Heuvel

- Jeroen Heubach (1974), Nederlands voetballer
- Gordon Heuckeroth (1968), Nederlands zanger
- Ton van Heugten (1945-2008), Nederlands motorcrossrijder
- Mathilde Heuing (1952), Duits atlete
- George van Heukelom (1949), Nederlands politicus
- Hendrik Heukels (1854-1936), Nederlands bioloog
- Emely de Heus (2003), Nederlands autocoureur
- Arjan van Heusden (1972), Nederlands voetballer
- Piet van Heusden (1929-2023), Nederlands wielrenner
- Theodor Heuss (1884-1963), Duits politicus en eerste bondspresident (1949-1959)
- Karl Heussi (1877-1961), Duits kerkhistoricus
- Jo van Heutsz (1851-1924), Nederlands militair en gouverneur-generaal van Nederlands-Indië
- Aad van den Heuvel (1935-2020), Nederlands journalist
- Alfred van den Heuvel (1953), Nederlands acteur
- André van den Heuvel (1927-2016), Nederlands acteur
- Ed van den Heuvel (1940), Nederlands sterrenkundige
- Eric Heuvel (1960), Nederlands stripmaker
- Martin van den Heuvel (1931-2018), Nederlands journalist
- Ien van den Heuvel (1927-2010), Nederlands politicus
- Piet van den Heuvel (1935-2004), Nederlands kunstenaar
- Wim van den Heuvel (1928-2025), Nederlands acteur
- William vanden Heuvel (1930), Amerikaans advocaat, ondernemer, schrijver en diplomaat
- Hendrik Jan Heuvelink (1806-1867), Nederlands architect
- Hendrik Jan Heuvelink jr. (1833-1901), Nederlands architect
- Alfons Heuvelmans (1933-2020), Belgisch wielrenner
- Bernard Heuvelmans (1916-2001), Belgisch zoöloog
- Florimond Heuvelmans (1858-1931), Belgisch advocaat, politicus en Vlaams activist
- Jannes Heuvelmans (2003), Nederlands zanger en acteur
- Leopold Heuvelmans (1945), Belgisch wielrenner
- Luc Heuvelmans (1967), Belgisch wielrenner
- René Heuvelmans (1943), Belgisch wielrenner
- Martha van Heuven (1936-2011), Nederlands zangeres
- Gerrit Jan van Heuven Goedhart (1901-1956), Nederlands journalist, politicus en verzetsstrijder

## Hev
- Johannes Hevelius (1611-1687), Duits-Pools astronoom
- István Hevesi (1931-2018), Hongaars waterpolospeler
- George de Hevesy (1885-1966), Hongaars scheikundige en Nobelprijswinnaar

## Hew
- Antony Hewish, (1924), Brits radioastronoom en Nobelprijswinnaar
- Jennifer Love Hewitt (1979), Amerikaans actrice en zangeres
- Justin Hewitt (2002), Gibraltarees darter
- Lauren Hewitt (1978), Australisch atlete
- Lleyton Hewitt (1981), Australisch tennisser
- Walther Hewitt (1897-1964), Surinaams landbouwkundige en politicus
- Peter Cooper Hewitt (1861-1921), Amerikaans elektrotechnicus en uitvinder

## Hey

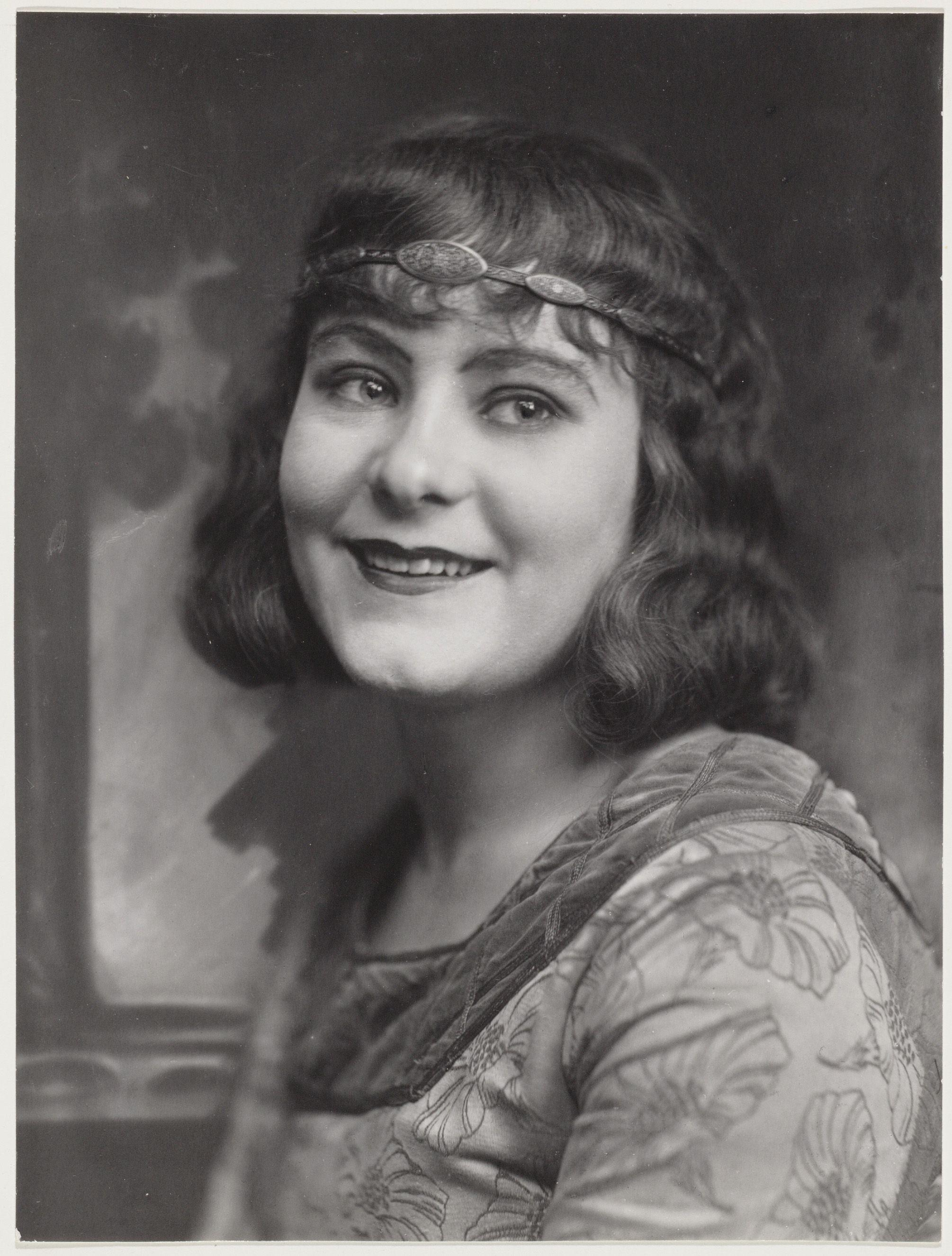
Sara Heyblom

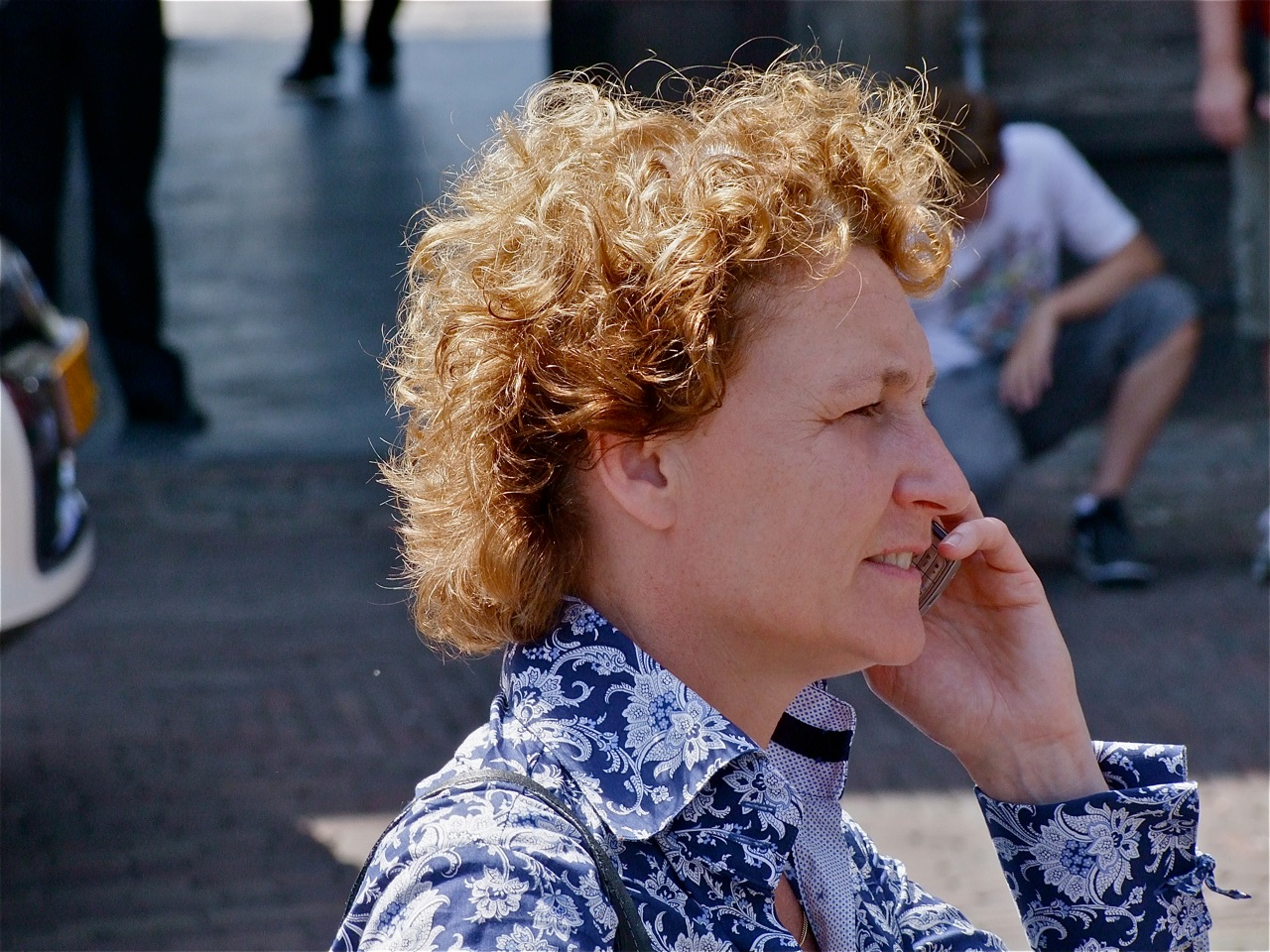
Dominique van der Heyde

- Ans Hey (1932-2010), Nederlands beeldhouwer
- Sara Heyblom (1892-1990), Nederlands actrice
- Anton Heyboer (1924-2005), Nederlands schilder en etser
- Hans Heybroek (1927-2022), Nederlands botanicus
- Dominique van der Heyde (1964), Nederlands journaliste
- Arno van der Heyden (1961-2023), Nederlands cabaretier
- Gaspard van der Heyden (ca. 1496-na 1549), Zuid-Nederlands graveur en goudsmid
- Reinhard Heydrich (1904-1942), Duits nazistisch politicus
- Willem Heydt (1858-1928), Nederlands componist en ondernemer
- Jan Pieter Heye (1809-1876), Nederlands dichter
- Cees den Heyer (1942-2021), Nederlands theoloog
- Thor Heyerdahl (1914-2002), Noors avonturier
- Adrianus Heylen (1745-1802), Belgisch kanunnik
- Anna Heylen (1963), Belgisch modeontwerpster
- Benny Heylen (1962), Belgisch mountainbiker
- César Heylen (1913-1993), Belgisch syndicalist en politicus
- Danni Heylen (1951), Belgisch actrice
- Ilse Heylen (1977), Belgisch judoka
- Ivan Heylen (1946), Belgisch zanger
- Jan Heylen (1980), Belgisch autocoureur
- Jos Heylen (1913-2011), Belgisch politicus
- Judocus Heylen (1936-2004), Belgisch politicus
- Maria Heylen (1933), Belgisch jeugdboekenschrijfster
- Martin Heylen (1956), Belgisch journalist en reportagemaker
- Michaël Heylen (1994), Belgisch voetballer
- Philip Heylen (1968), Belgisch politicus
- Thomas Louis Heylen (1856-1941), Belgisch bisschop
- Georg Heym (1887-1912), Duits dichter
- Stefan Heym (1913-2001), Joods-Duits schrijver
- Achiel Heyman (1888-1975), Belgisch ondernemer en politicus
- Carlo Heyman (1920-1994), Belgisch hoogleraar en bestuurder
- David  Heyman (1961), Engels filmproducent
- Hendrik Heyman (1879-1958), Belgisch politicus en burgemeester
- Michelle Heyman (1988), Nieuw-Zeelands voetbalster
- Paul Heyman (1965), Amerikaans amusementsproducent
- Anna-Luise Heymann (1982), Duits schaakster
- Carl Heymann (1852-1922), Duits pianist
- Isaac Heymann (1829-1906), Nederlands chazan
- Johanna Heymann (1870-1943), Nederlands pianiste
- Louise Heymann (1861-1942), Nederlands zangeres
- Sophie Heymann (1865-1943), Nederlands sopraan
- Annemie Heymans (1935-2008), Nederlands kinderboekenschrijfster
- Jos Heymans (1951-2023), Nederlands journalist
- Margriet Heymans (1932-2023), Nederlands kinderboekenschrijfster en illustratice
- Jupp Heynckes (1945), Duits voetballer en voetbalcoach
- Jean-Pierre Heynderickx (1965), Belgisch wielrenner
- Karel Heynderickx (1875-1962), Belgisch ambtenaar, hoogleraar en Vlaams activist
- Jaroslav Heyrovský (1890-1967), Tsjechisch wetenschapper en Nobelprijswinnaar
- Paul Heyse (1830-1914), Duits schrijver en Nobelprijswinnaar
- Vernon Heywood (1927-2022), Brits botanicus.

## Hez
- Loris Hezemans (1997), Nederlands autocoureur
- Mike Hezemans (1969), Nederlands autocoureur
- Toine Hezemans (1943), Nederlands autocoureur